# EuroCombi

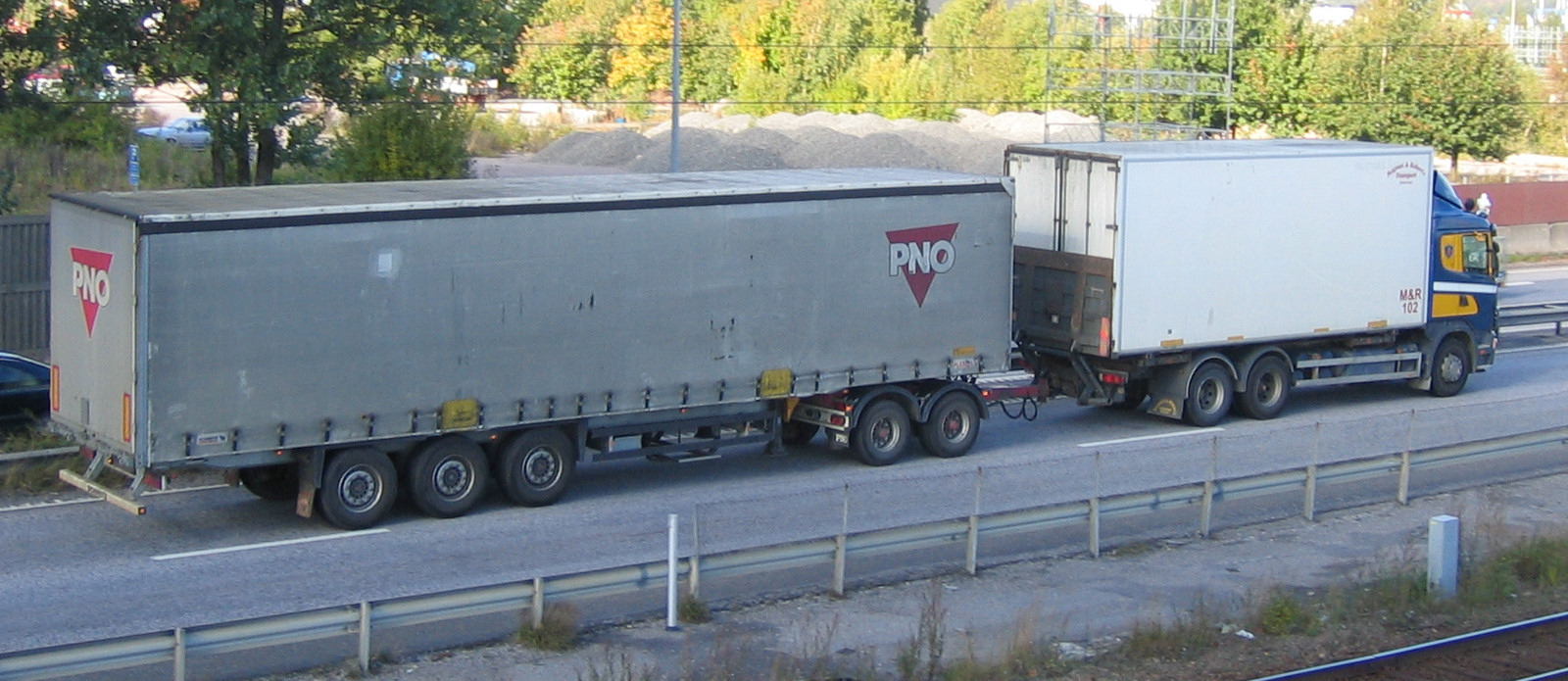
EuroCombi mit Dolly und Auflieger (60 t)

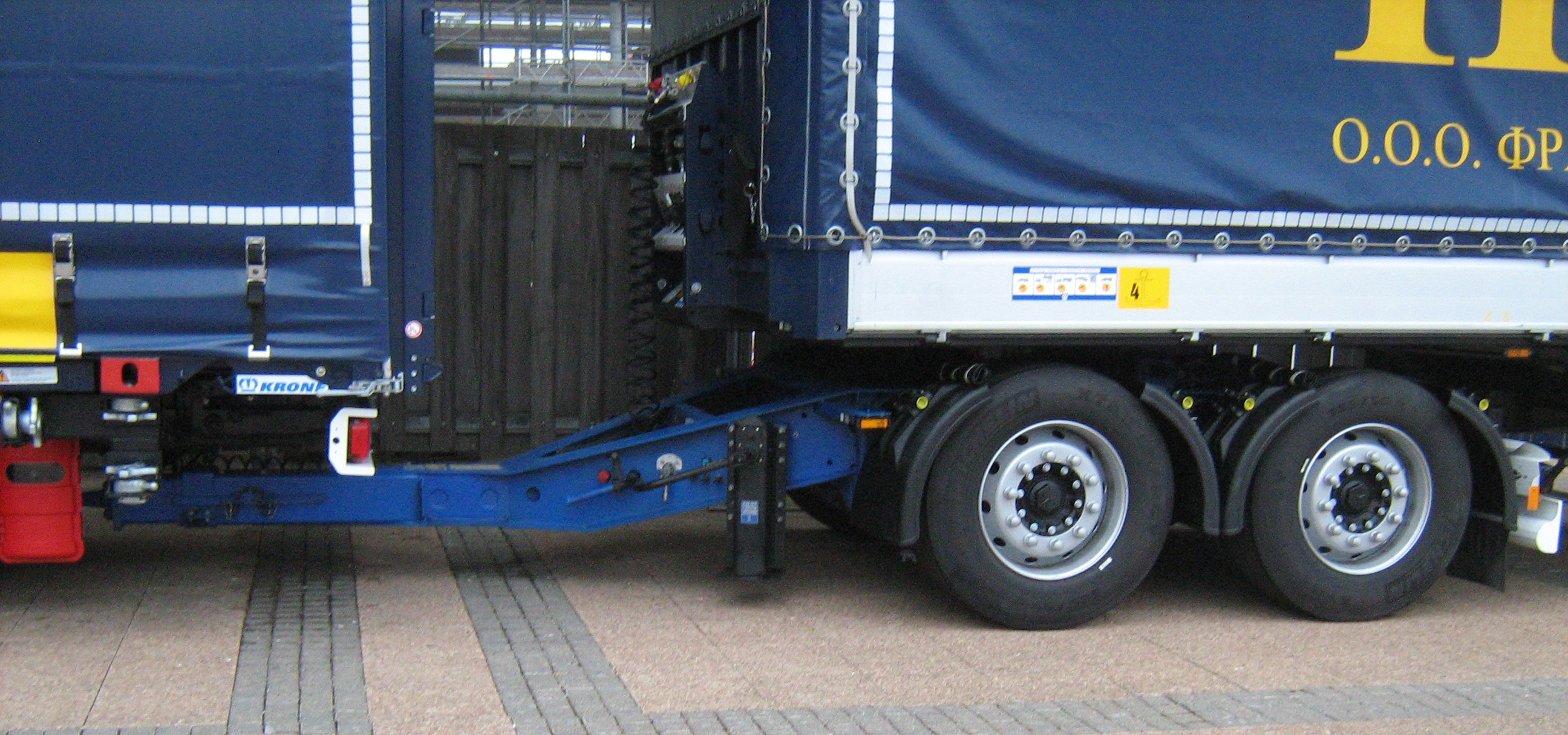
Dolly und Auflieger

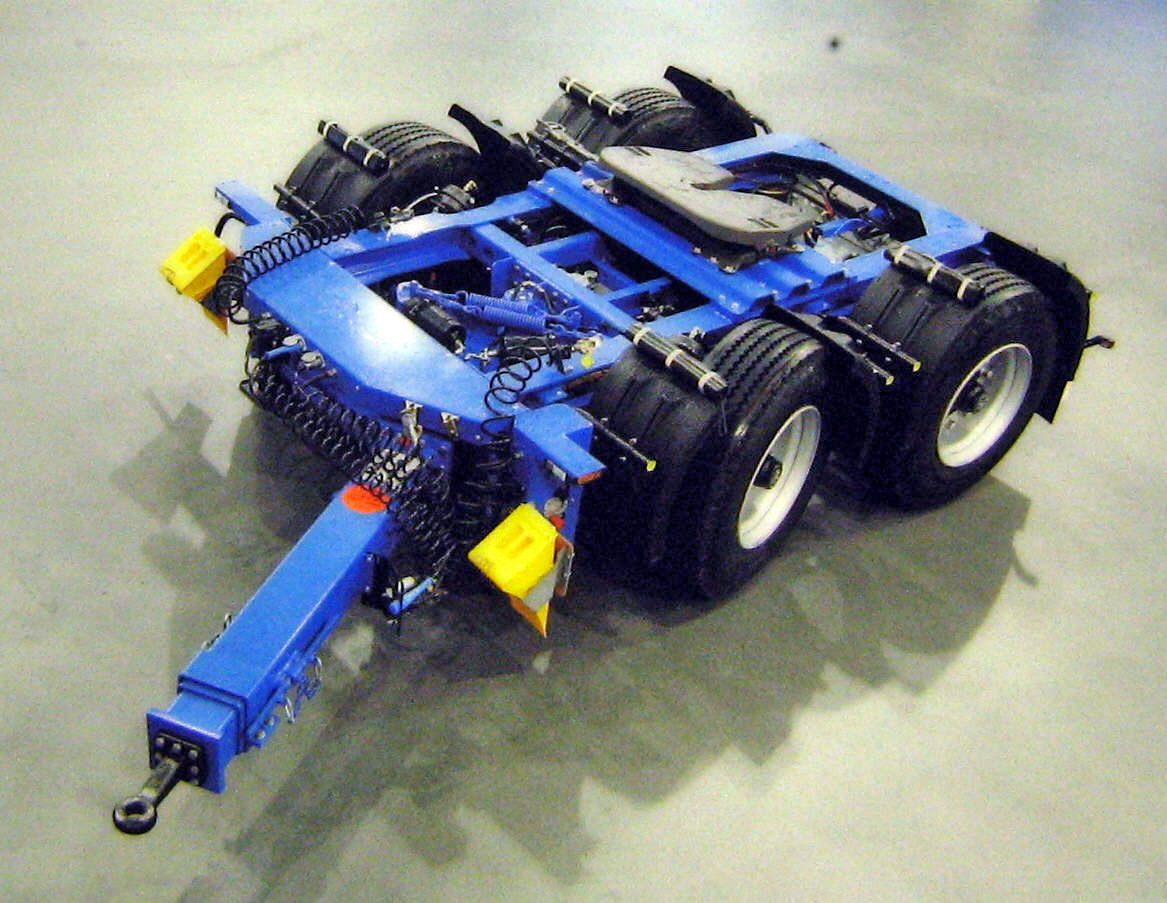
Lenkbarer Dolly für den Auflieger

Ein EuroCombi (deutscher Name Lang-LKW, Lang-Lkw, auch Megaliner) ist ein „überlanger Lastkraftwagen“, eine lange Lkw-Kombination mit bis zu 25,25 m Fahrzeuglänge und bis zu 60 t (bundesweiter Feldversuch in Deutschland 44 t) Gesamtgewicht. Es ist ein in Teilen Europas zugelassener Lkw-Typ, der die übliche Längenbegrenzung von 18,75 m überschreitet.
Gemäß der EG-Richtlinie 96/53/EG kann diese große Fahrzeugkombination in den Staaten der Europäischen Union erlaubt werden. Schon seit 1970 gibt es in Finnland und Schweden die Fahrzeuggattung EuroCombi, deren Gewicht bis zu 60 Tonnen beträgt, und es wurde erforderlich, Maße und Gewichte von Lkw in der EU bzw. im Europäischen Wirtschaftsraum (EWR) weiter zu harmonisieren. In den anderen EWR-Mitgliedsländern werden noch einige Untersuchungen bzw. Großversuche absolviert.
Weitere Bezeichnungen sind:
Ecocombi
umgangssprachliche Bezeichnung in Skandinavien, den Niederlanden und von Daimler AG für „ökonomische Lkw-Kombination“.
Europäisches Modulares System (EMS)
ein Begriff für alle EuroCombis der verschiedenen zusammengestellten Nutzfahrzeugeinheiten.
Gigaliner
eine Bezeichnung des Fahrzeugwerks Krone für einen „sehr großen Kraftfahrzeugzug“.
Lang-Lkw
Bezeichnung für einen EuroCombi mit maximal 44 t Gesamtmasse von Ex-Bundesverkehrsminister Peter Ramsauer und dem Ex-Koordinator der Bundesregierung für Güterverkehr und Logistik Andreas Scheuer.
Langere en Zwaardere Vrachtautocombinatie (LZV)
In den Niederlanden eine „längere und schwerere Lastwagenkombination“.
Long Combination Vehicle (LCV)
typische englischsprachige Bezeichnung für ein Langes Kombinations-Fahrzeug in Schweden, Finnland und anderen Ländern.
Longliner
eine englische Wortwahl für den EuroCombi als „Langer Kraftfahrzeugzug“ vom deutschen Verkehrsministerium.
Riesen-Lkw
relativ neutraler Begriff für überlange (25 Meter) und/oder überschwere (60 Tonnen) Lkw.
Road Train
ein englischer Begriff mit der Bedeutung „Straßen-Zug“.

## EuroCombi im Europäischen Wirtschaftsraum
In der Europäischen Union wurde aufgrund der EG-Richtlinie 96/53/EG vom 25. Juli 1996 die Möglichkeit geschaffen, längere Nutzfahrzeuge bzw. Kombinationen einzusetzen, die auf bestimmten Straßen und Strecken eine Ausnahmegenehmigung erhalten könnten. Ziel war die Schaffung von Möglichkeiten zur Steigerung der Effizienz und Wirtschaftlichkeit des Straßengüterverkehrs.
Die Transportwirtschaft reagierte sofort darauf und begann, zusammen mit der Nutzfahrzeugindustrie entsprechende Entwicklungsmöglichkeiten bzw. Konzepte in die Tat umzusetzen. Um Entwicklungskosten und -zeit zu minimieren, sollten sich die Längen der einzelnen Lastzug-Module an den zulässigen Abmessungen orientieren. Wichtige Voraussetzung war außerdem, dass eine unzulässige Belastung von Straßen und Brücken ausgeschlossen ist und der vorgeschriebene Wendekreis (der so genannte BOKraft-Kreis nach § 32d StVZO) eingehalten wird. Im Ergebnis standen sieben EuroCombi-Typen für verschiedene Beförderungsaufgaben im EU-Raum zur Verfügung. Gefahrgut- und gefährliche Flüssigkeits-Transporte sind bei diesen Lkw-Kombinationen ausgeschlossen (BOKraft-Kreis, § 32d StVZO).
In Deutschland versuchte das Fahrzeugwerk Krone im Mai 2005 mit einer ersten Gigaliner-Testfahrt u. a. nachzuweisen, dass 57 % mehr Ladevolumen (157 m³ statt 100 m³), rund 65 % mehr Stellplätze für Europoolpaletten (56 statt 34), etwa 20 % weniger Schadstoffausstoß und circa 15 % weniger Diesel-Verbrauch bzw. ca. 25 % geringere Transportkosten möglich sind. Für Fahrzeugbetreiber ergäbe sich daraus die Einsparung einiger variabler Kosten, die durch weitere Einsparungen bei den Abschreibungen bzw. Anschaffungs- und vor allem Personalkosten noch erheblich gesteigert würden.
In den deutschen Bundesländern wurden und werden Pilotprojekte mit dem EuroCombi mit jeweiligen spezifischen Sondergenehmigungen getestet. Anfang 2010 wurde ein bundesweiter Feldversuch angekündigt, der noch bis Ende 2016 lief und sich an der volumenorientierten niederländischen Variante orientierte. Resultate der BaSt sprechen für eine Fortsetzung des Einsatzes von EuroCombi bzw. Lang-Lkw aus. Der Entwurf vom BMVI sieht vor, den bis 31. Dezember 2016 laufenden Feldversuch vom EuroCombi / Lang-Lkw in einen unbefristeten Dauerbetrieb zu überführen. „Insgesamt sprechen die Resultate der wissenschaftlichen Begleitung klar und deutlich für eine Fortsetzung des Einsatzes von Lang-Lkw“, heißt es in dem Papier. Für den Lang-Lkw Typ 2 (Sattelkraftfahrzeug mit Zentralachsanhänger) waren wissenschaftliche Ergebnisse noch nicht ausreichend, um eine Überführung in den Dauerbetrieb ab 2017 zweifelsfrei empfehlen zu können und soll zunächst nur für bis Ende 2017 befristet zugelassen werden.

## Lkw-Variationen und Nutzfahrzeugkombinationen
In Europa bzw. in den EWR-Staaten stehen hauptsächlich acht EuroCombi-Variationen für diverse Beförderungsaufgaben und Güter zur Verfügung.

### A – Motorwagen mit Dolly und Sattelauflieger

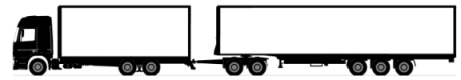
Motorwagen mit Aufbau, Dolly und Sattelauflieger

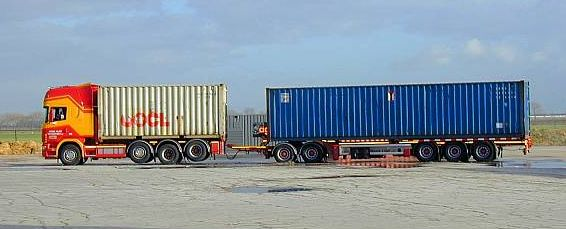
Als Beispiel: ein „LZV“ (überlanger Lkw) in den Niederlanden; Vierachs-Motorwagen mit Aufbau, Dolly und Sattelauflieger

Diese Variante, bezeichnet als A-Train, wird aus einem Motorwagen mit festem Aufbau oder Wechselbrücke gebildet, an den ein Sattelauflieger mit luftgefederten Tandem- bzw. Doppelachs-Dolly angehängt wird. Optisch erinnert sie an einen herkömmlichen Gliederzug, nur dass der Anhänger etwas länger erscheint. Es ist die in Europa bzw. im EWR am häufigsten anzutreffende Kombination.
Das Fahren und Rangieren ist vergleichbar mit den 18,75 m langen Gliederzügen und in der Fahrstabilität übertrifft diese Variante des EuroCombi die anderen Varianten erheblich. Das ist auf den dreiachsigen Motorwagen und den langen Radstand der angehängten Kombination aus Dolly und Sattelauflieger zurückzuführen. Da im Gegensatz zu anderen Ländern wie Schweden in Deutschland durch den BOKraft-Kreis (§ 32 d StVZO) strengere Anforderungen an die Kurvenlaufeigenschaften gestellt werden, sind zusätzliche Maßnahmen notwendig, da bei der Verwendung eines starren Dolly der innere Kreisradius des BOKraft-Kreises überfahren wird (in Deutschland 5,3 m Innenradius, in Schweden 2 m). Um dies zu vermeiden, kann der Auflieger durch lenkbare Dollysysteme, wie das mechanisch lenkbare Dolly-Patent von Fahrzeugwerk Krone oder einem elektronisch ähnlichen System von BPW auf einem größeren Kurvenradius durch die Kreisfahrt geführt werden, so dass sich kaum Unterschiede zu einem normalen Lastzug ergeben. Es ist verhältnismäßig zeitaufwendig, aus den Einzelelementen von Motorwagen und Sattelauflieger Kombinationen mit den EuroCombi-Abmessungen zu bilden, dazu kommt noch der Kaufpreis von ca. 17.000 € für den benötigten Dolly. Diese Nutzfahrzeug-Kombination wird zurzeit in sechs deutschen Bundesländern als befristeter Versuch mit einer Sondergenehmigung erprobt. Unter der Bezeichnung „Gigaliner“ stellte das Fahrzeugwerk Krone zur IAA 2006 eine derartige Kombination vor.

### B – Sattelzug mit Tandem-Anhänger

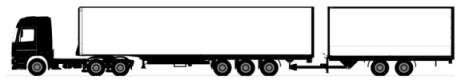
Sattelzugfahrzeug mit Auflieger und Anhänger

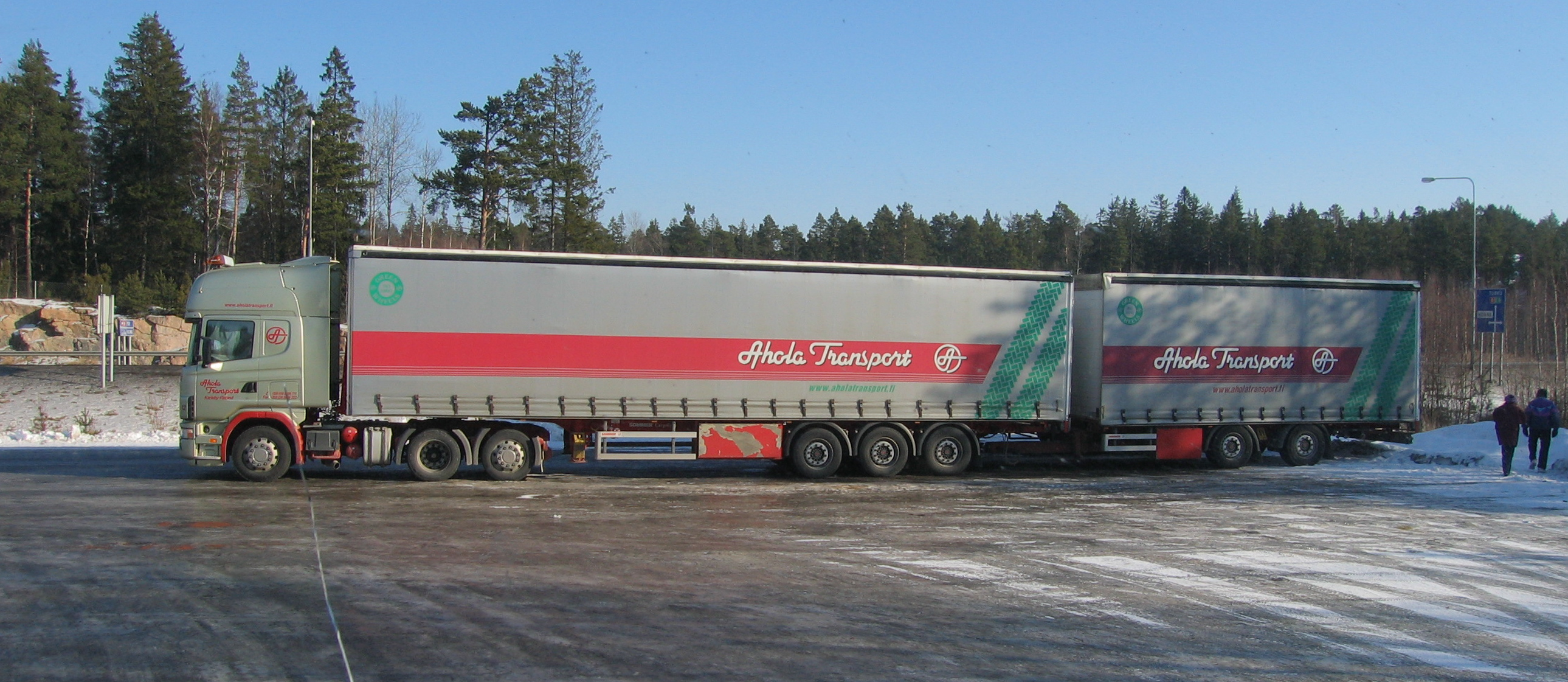
Dreiachs-Sattelzugmaschine, Sattelauflieger mit Tandemanhänger

Diese B-Variante ist ein Sattelzug mit Anhänger und besteht aus drei Elementen, einer Standardsattelzugkombination (Sattelzugmaschine und Auflieger (Trailer)) und einem angekoppelten Tandem-Anhänger mit starrer Deichsel.
In Europa und im EWR sind diese Varianten am zweithäufigsten anzutreffen, denn durch geringe Umbaumaßnahmen sind diese EuroCombi-Variante einfach und schnell zu verwirklichen. An einem herkömmlichen 16,5 m langen Sattelzug wird mithilfe einer Anhängerkupplung am Sattelauflieger ein Doppelachs-Anhänger mit starrer Deichsel angehängt. Auch wenn die Rangierbarkeit, Fahrstabilität und die weiteren Fahreigenschaften nicht der A-Variante entsprechen, so ist die B-Variante aufgrund der geringen Mehrkosten als eine sehr preiswerte EuroCombi-Variante recht häufig anzutreffen.

### C – Motorwagen mit zwei Tandem-Anhängern

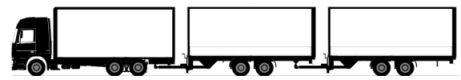
Motorwagen mit Aufbau und zwei Doppelachsanhängern

Am Dreiachs-Motorwagen werden zwei Doppelachs- bzw. Tandem-Anhänger mit einer starren Deichsel angehängt. Diese Lösung ist sehr flexibel, nur bei Bedarf wird der zweite Anhänger mitgeführt. Die Fahrstabilität wie auch die Rangierbarkeit sind bei entsprechender Schulung des Fahrers und bei entsprechender technischer Ausstattung unproblematisch. Die vergleichsweise geringere Achszahl beschränkt die Nutzlast auf 48 Tonnen Gesamtgewicht, ist also eine Volumenvariante. Deswegen ist dieser EuroCombi eher selten anzutreffen. Diese einfach zusammengestellte EuroCombi-Variante ist als Gliederzug am ehesten vergleichbar mit der Triple Trailer Combination, welche in Nordamerika gebräuchlich ist. Diese Variante wird ab dem 9. Februar 2007 von der Spedition Meyer & Meyer in Osnabrück zurzeit als Eigenentwicklung unter dem Namen Road Train System (RTS) bis zu 44 Tonnen zulässigem Gesamtgewicht mit einer Sondergenehmigung erprobt. Hierbei wird der Motorwagen mit Wechselrahmen und zwei Tandem-Wechselrahmen-Chassis für insgesamt drei Wechselaufbauten (2 × 7,82 m und 1 × 6,05 m – Länge wie 20'-Container) benutzt. Auch ohne lenkbare Achsen durchfährt diese Euro-Combi-Variante den BOKraft-Kreis sehr gut. Am Großversuch in den Niederlanden ist diese Version mit ca. 15 % beteiligt.

### D – Sattelzugmaschine und zwei Auflieger

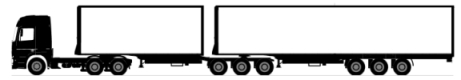
Sattelzugmaschine und zwei Auflieger

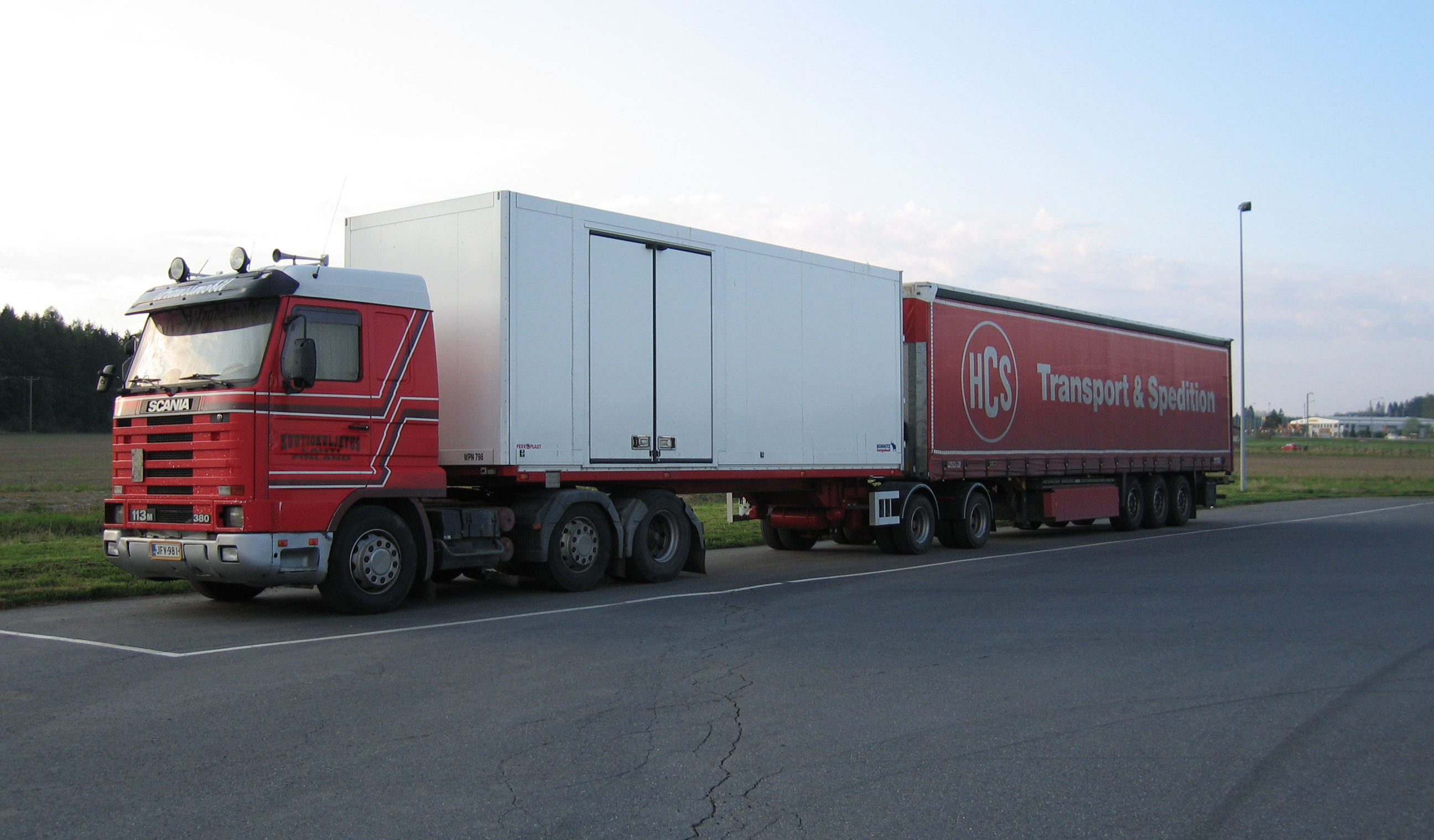
Long Vehicle (Combination)

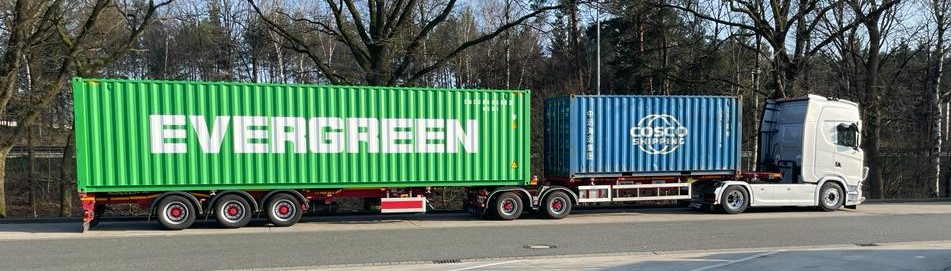

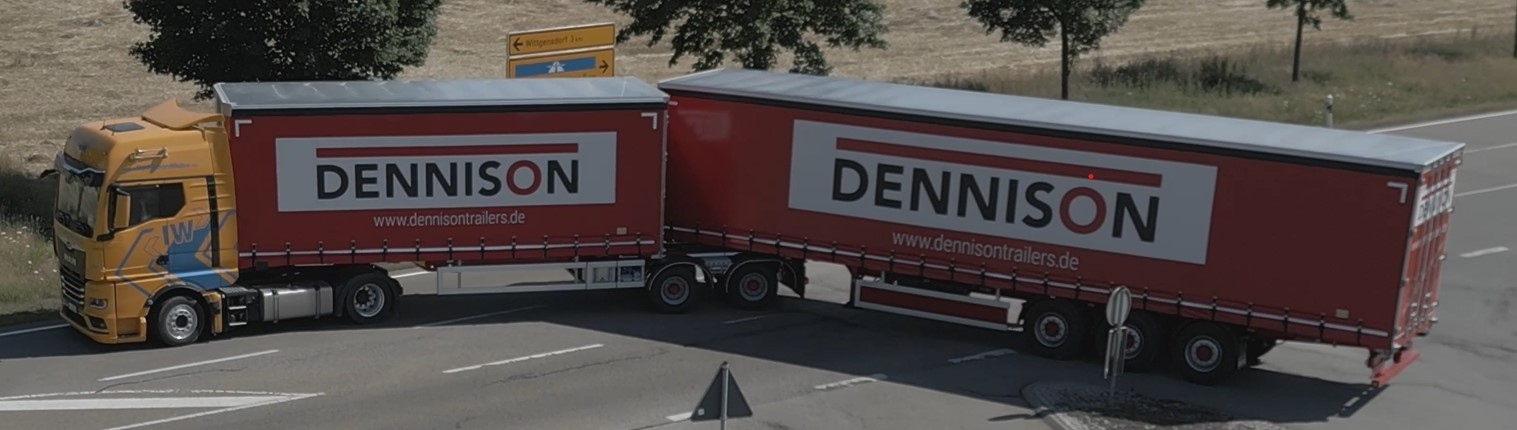

Diese EuroCombi-Variante, auch B-Train, B-Double oder Super-B genannt, besteht aus einer Sattelzugmaschine mit zwei Sattelaufliegern. Um diese Kombination überhaupt bilden zu können, verfügt der erste Auflieger als Wechselrahmen-Chassis hinter der Zugmaschine über eine fest verbaute zweite Sattelkupplung und der zweite Sattelauflieger kann baulich identisch mit einem herkömmlichen Auflieger sein. Dieser fahrdynamisch stabile doppelte Sattelzug hat ein schlechtes Kurvenfahrverhalten des zweiten Aufliegers, weil er deutlich zum Kurveninneren zieht und auch die Rangierbarkeit ist eingeschränkt. Zum Transport von großen Lasten, also als 60-Tonner, ist diese Variante in Skandinavien sehr gebräuchlich, da das gesamte Gewicht auf den bis zu 10 Achsen gleichmäßig verteilt werden kann. Außerhalb von Skandinavien ist diese Variante im EWR kaum anzutreffen.
Seit 2022 gibt es von der irischen Firma Dennison Trailers ein patentiertes System, welches die beiden Achsen des mittleren Aufliegers elektro-hydraulisch zwangslenkt. Somit hat diese Kombination aus zwei Aufliegern einen kleineren Wendekreis als eine Zugmaschine mit einem einzelnen Auflieger. Diese Variante ist als Container-Chassis erhältlich, aber auch mit Planen-, Festkoffer- und Kühlkofferaufbau.
Durch die Zwangslenkung der mittleren Achsen kann jeder andere beliebige Auflieger angehängt werden. Auch ist die mittlere Achsgruppe einfahrbar, so dass der Aufbau oder der Container heckbündig zu entladen ist. Diese zwangsgelenkte Variante durchfährt problemlos den BO-Kraftkreis von 25,0 m Außen-Durchmesser und 10,6 m Innendurchmesser.

### E – Motorwagen mit Sattelauflieger

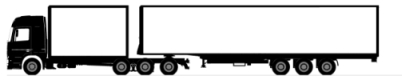
Verlängerter Motorwagen mit Aufbau, Sattelkupplung und Auflieger

Diese äußerst selten anzutreffende EuroCombi-Variante zeichnet sich durch einen ungewöhnlichen Motorwagen aus.
Im Gegensatz zu den herkömmlichen Motorwagen hat dieser ein vierachsiges, extra langes Fahrgestell, das mit einer zusätzlichen lenkbaren Nachlaufachse in maximaler Länge besteht. Dort ist eine Sattelkupplung aufgebaut, auf die der Auflieger aufgesattelt wird. Hier erreicht die Gesamtfahrzeuglänge nicht die maximal möglichen 25,25 m. Bezüglich der Fahrstabilität und der Rangierbarkeit ist diese EuroCombi-Variante mit einem herkömmlichen Sattelzug zu vergleichen.

### F – Langer Lkw-Gliederzug

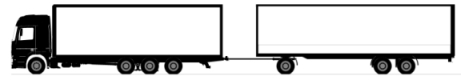
Motorwagen mit Aufbau und Anhänger

Dieses lange Nutzfahrzeug hat Ähnlichkeit mit einem Gliederzug, bestehend aus einem Vierachs-Motorwagen und einem dreiachsigen Anhänger bei gleich großer Länge.
Diese Kombination besteht nicht aus drei Elementen (Zugwagen, Dolly, Anhänger), sondern nur aus zwei und ist deswegen einfach und preisgünstig. Dieser EuroCombi verhält sich in der Fahrt und beim Rangieren wie ein einfacher Lkw-Gliederzug und ist relativ unproblematisch.

### G – Langer Motorwagen mit Dreiachsanhänger

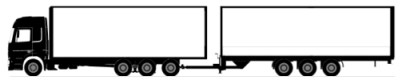
Motorwagen mit Aufbau und Zentral-Dreiachsanhänger

Dieser zweiteilige Gliederzug besteht aus einem langen Vierachs-Motorwagen und einem vergleichbar langen Zentraldreiachs-Anhänger. Die Variante unterscheidet sich von den ersten fünf vorhergehenden EuroCombi durch zwei gleich lange Aufbauten. Dadurch ergibt sich aber auch eine geringere Lkw-Gesamtlänge als die 25,25 m.
Die Besonderheit des Anhängers besteht zum einen aus der Dreifachachse mittig unter dem Anhänger und zum anderen aus der starren Deichsel. Durch den Kupplungs-Drehpunkt unter dem Motorwagen ergibt sich die Möglichkeit, mit einer automatisch zusammenschiebbaren Deichsel den Anhänger dichter am vorderen Aufbau zu haben und somit ein leichtes Rangieren sowie relativ neutrales Fahrverhalten. Durch kürzere Aufbauten eignet sich die Variante nicht optimal als EuroCombi.

### H – Auflieger mit Dreiachsanhänger

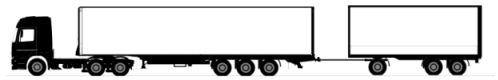
Lkw mit Auflieger und kurzem Dreiachsanhänger mit Drehschemel

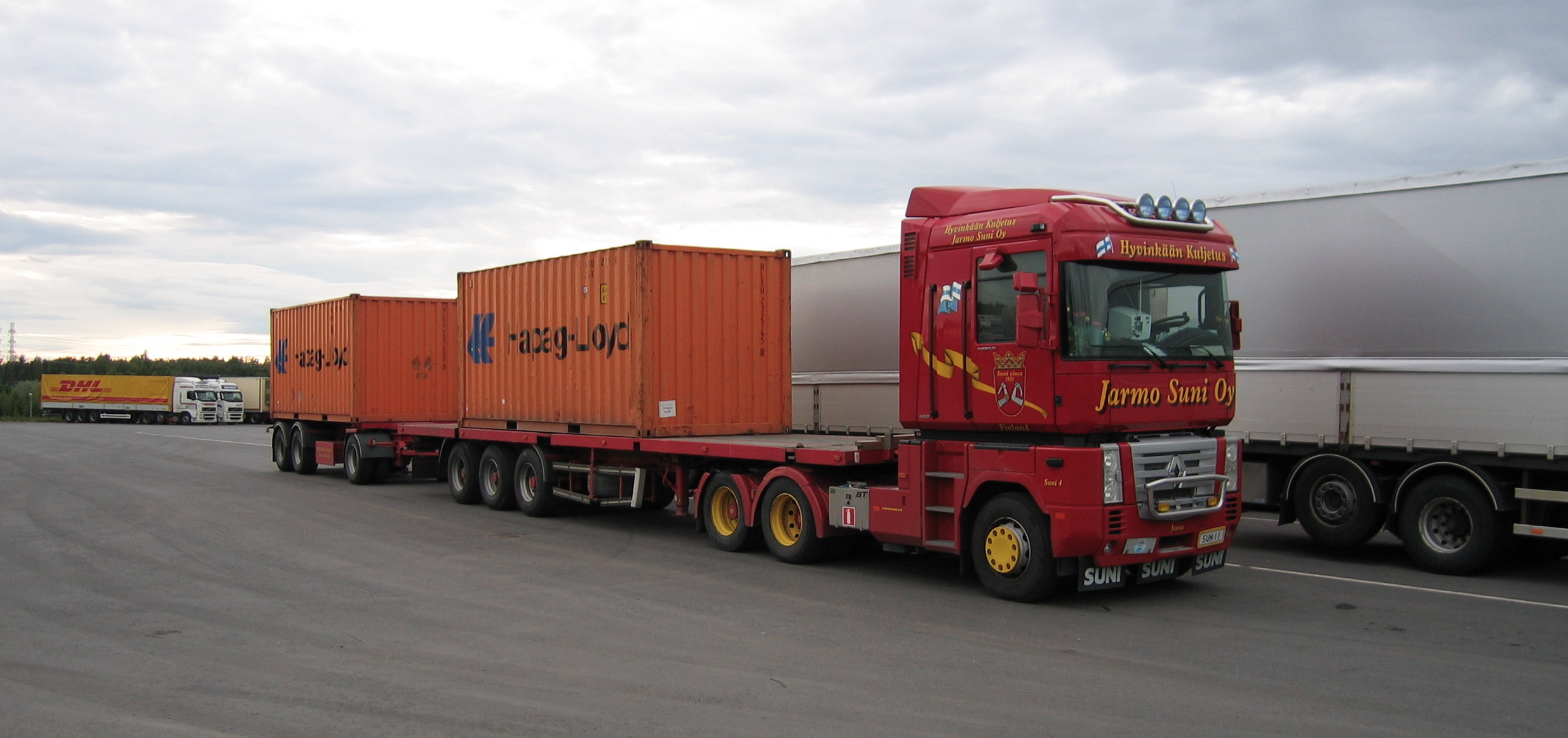
Sattelzugmaschine-Auflieger-Dreiachsdrehschemelanhänger

Dieses lange Nutzfahrzeug besteht aus einem dreiachsigen Standard-Sattelauflieger mit angehängtem Dreiachsanhänger, welcher über einen Drehschemel lenkt. Da der Zug an drei Stellen einknicken kann, ist er praktisch nicht rückwärts rangierbar.
Der Anhänger ist eine verkürzte Version, um einen 20-Fuß-Container aufzunehmen.

## Fahrversuche und Stellungnahmen

### Schweden

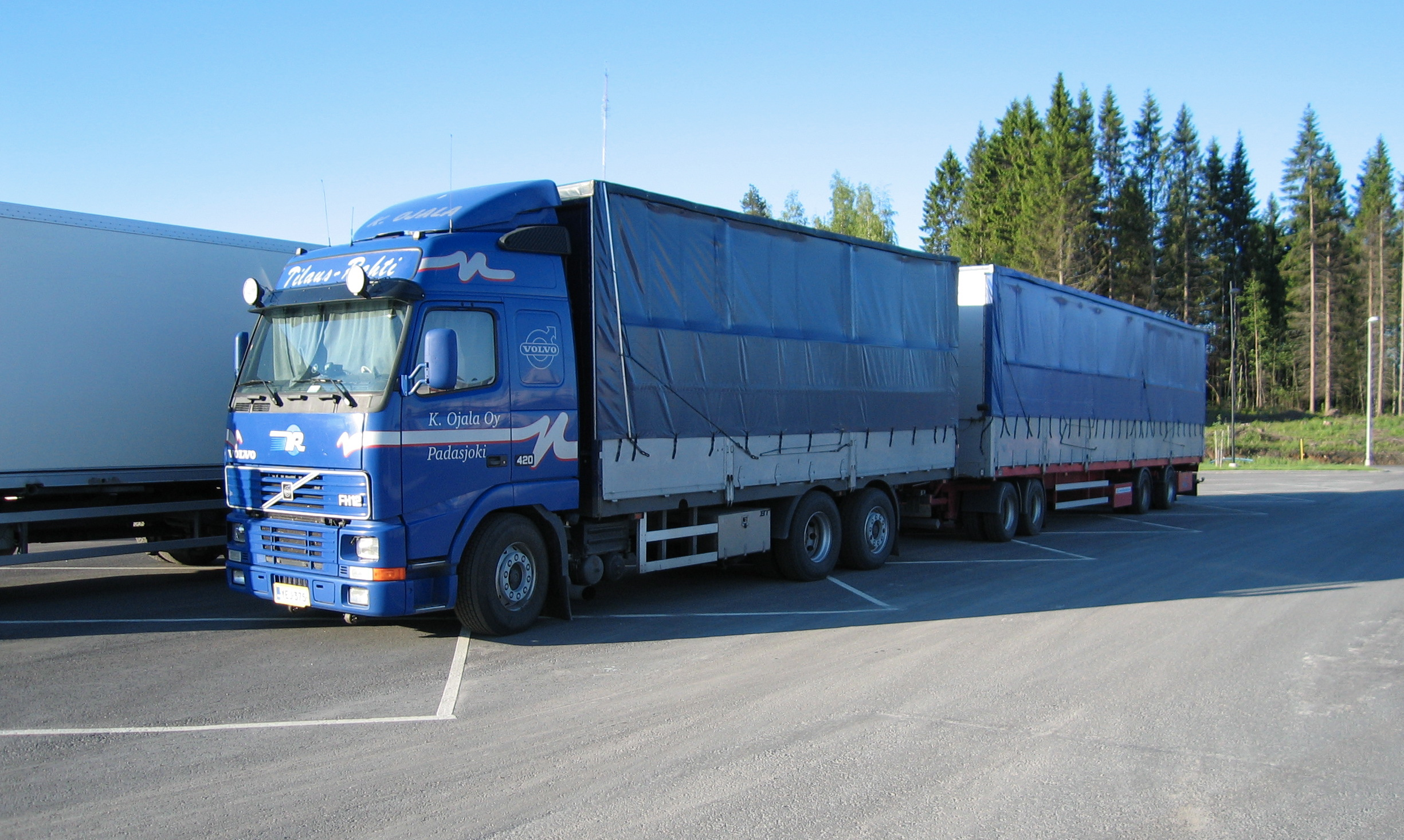
Typischer, lange Zeit erprobter 25,25-m-EuroCombi aus Skandinavien (Dreiachsmotorwagen mit Sattelauflieger inkl. Dolly-Tandemvorderachse)

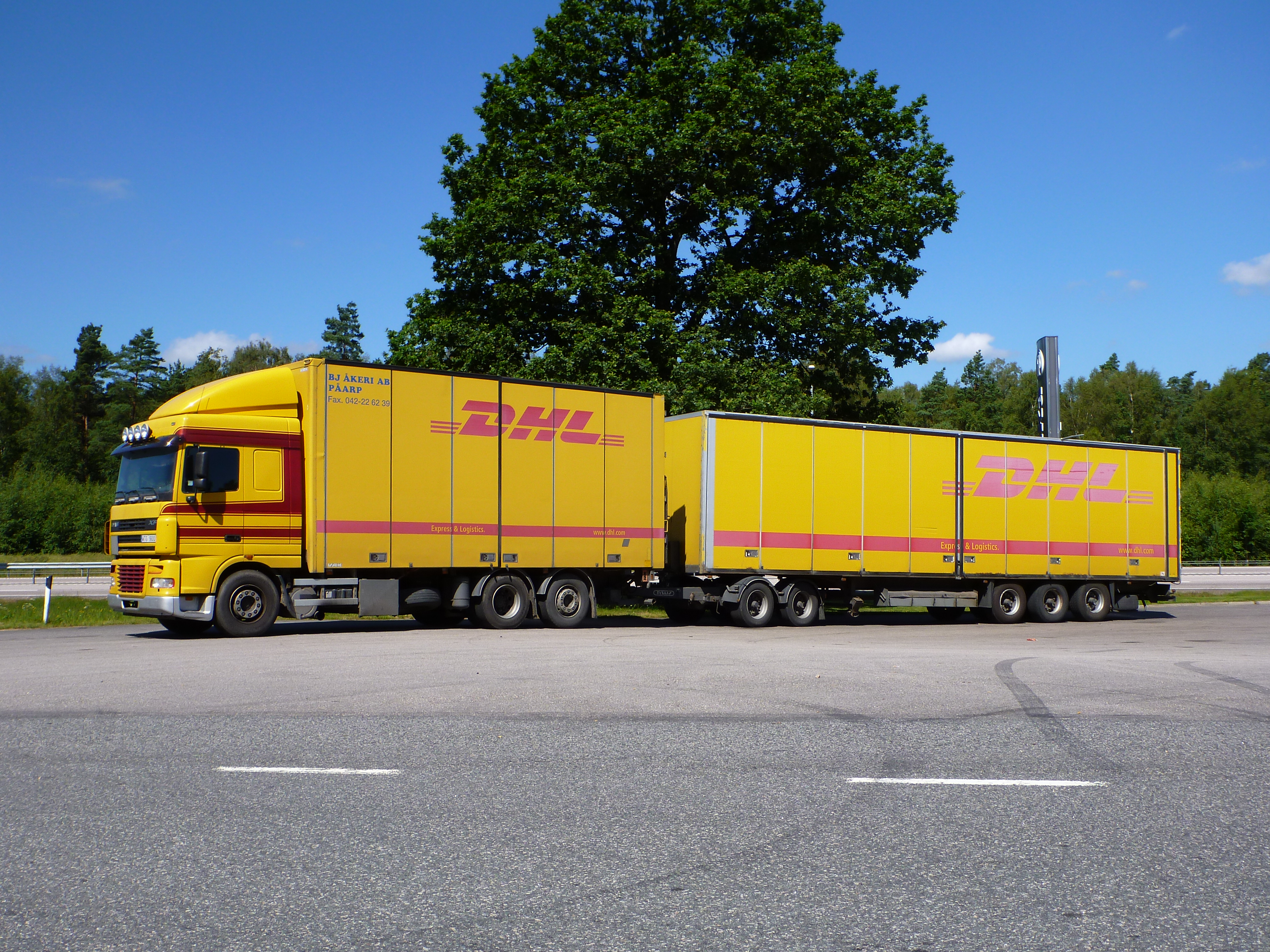
DHL A-Train mit einem DAF-XF mit angehängtem Zweiachsdolly in Schweden

Seit 1970 wurde in Schweden mit überlangen Lkw-Variationen experimentiert. Im Europäischen Wirtschaftsraum konnte durch die seit 1996 erlassene EU-Richtlinie offiziell ein Europäisches Modulares System (EMS) in Schweden aufgebaut werden. Durch den wichtigen Zusatz, dass Lastzug-Kombinationen länger sein dürfen, wenn die Einzelfahrzeuge den Maßen der EU-Richtlinie 96/53/EG entsprechen, wagte es der Nutzfahrzeug-Produzent Volvo im Jahr 1997, ein EMS-Konzept aufzubauen und mit der 25,25 m langen „Long Vehicle Combination“ zu experimentieren. Der schwedische Staat war gegenüber diesen EMS-Kombinationen positiv eingestellt und somit konnte sich die dortige Transportbranche bzw. Nutzfahrzeugindustrie gut weiterentwickeln.
Bis zur Einführung der EMS-Kombinationen war es in Schweden üblich, Sattelzüge mit einer Gesamtlänge von 24 m zu fahren. Die schwedische Verkehrsinfrastruktur bot demnach gute Voraussetzung zur Einführung, weil die Gesamtlänge um lediglich 1,25 m vergrößert wurde.
Schwedens Verkehrsbehörde Vägverket experimentiert mit einer 30-Meter-Lkw-B-Triple-Kombination, bestehend aus einer 6×4-Zugmaschine und einem Dreifachauflieger, also einem Eurocombi ähnlich Typ D mit zwei Zwischenaufliegern und einem herkömmlichen Auflieger. Der Schwedenkombi, kurz ETT (En Trave Till – Ein Stapel Mehr), kann einen Stapel Holz mehr laden als die dort herkömmlichen Züge. So kommt der komplette Zug auf ein zulässiges Gesamtgewicht von 90 Tonnen. Vägverket setzt die drei geplanten Kombinationen in Kooperation mit Volvo Trucks als Zugfahrzeughersteller und Skogforst als Betreiber der Züge im Norden und im Westen von Schweden ein. Der vorgestellte Testzug ist auf der ca. 160 km langen Strecke zwischen Överkalix im Nordosten und der Hafenstadt Piteå unterwegs. Mit nur 80 Meter Höhenunterschied und maximal vierprozentigen, kurzen Anstiegen ist die „Teststrecke“ ideal. Es gibt auch einen Versuch mit 32-Meter-Lkw mit zwei 12-Meter-Containern auf gewissen Strecken.
Trotz 90 Tonnen sind die 660 PS der dreiachsigen Zugmaschine so üppig, dass mit Overdrive-Getriebe und Hypoidachsen noch Potenzial von 20 Prozent zum Kraftstoffsparen vorhanden ist. Johan Lang – Direktor von Vägverket: „Im Vergleich zu einem 60-Tonner konnten wir bei identischen Achslasten von Zugfahrzeug und Dolly die Trailerachslasten von 8,5 auf 7,7 bzw. 7,0 Tonnen reduzieren. Da die Kombi mit elf anstatt sieben Achsen fährt, ist die Einzelradlast entsprechend kleiner“.

### Dänemark
In Dänemark wurde für den EuroCombi Interesse gezeigt und es gibt einen umfangreichen Feldversuch, bei dem bis zu zehn Fahrten auf einer festgelegten Strecke erlaubt sind. Die Modernisierung der dänischen Verkehrswege erfolgt auf Grund einer Entscheidung des dänischen Abgeordnetenhauses vom Oktober 2006, um die baulichen Voraussetzungen für den EuroCombi bis zum Jahr 2011 zu schaffen. Ab 2008 bis 2011 findet ein Feldversuch mit den 25,25 Meter langen und mit bis zu 60 Tonnen schweren EuroCombis statt. Die EuroCombi sollen die Autobahnen benutzen und die wichtigsten Häfen des Landes versorgen. Ab dem 1. Dezember 2009 transportiert ein dänischer EuroCombi der Spedition Alex Andersen aus Odense Blumen (Topfpflanzen) für die GASA Group durch Schleswig-Holstein mit deutscher Sondergenehmigung. Die Tour führt vom Großhändler aus Nützen-Kampen (nahe Hamburg) nach Odense (DK). Die Sondergenehmigung wurde für ein Jahr erteilt und auf 40 t zGG begrenzt.

### Großbritannien
In Großbritannien wurden in der Vergangenheit mehrfach die Lkw-Maße und Gewichte angehoben. Laut einer Kampagne der „Freight on Rail“-Organisation, die ein Zusammenschluss von Bahngewerkschaften und der Bahnindustrie ist, ergab sich dadurch eine Zunahme des Lkw-Verkehrs und es gab mehr Umweltverschmutzung und mehr Unfälle. Die Befürworter aus den Reihen des Transportgewerbes sind für „Longer heavier Lorries“ und erwarten das Gegenteil bei einer Zulassung des EuroCombis.

### Niederlande

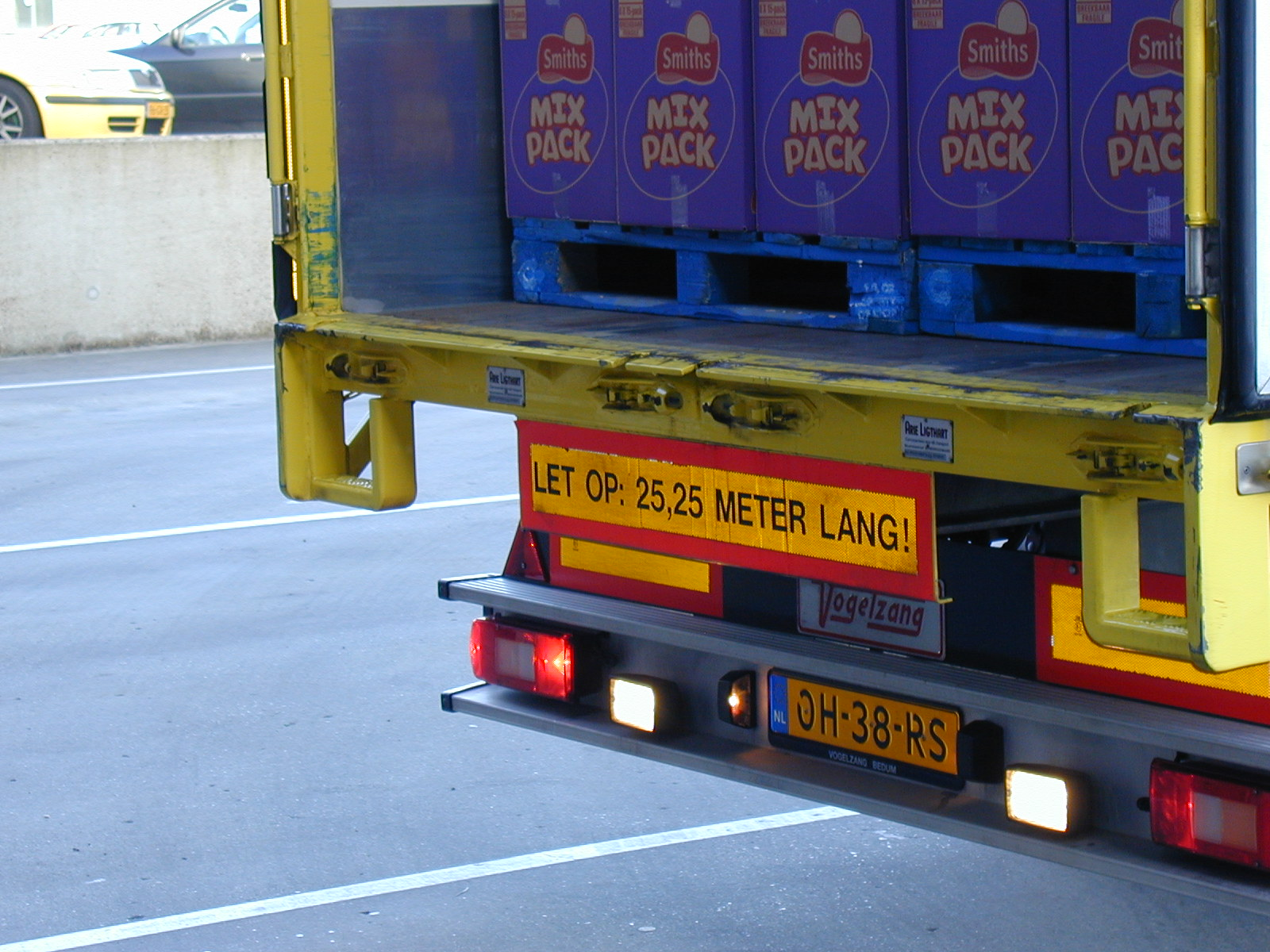
Ein niederländischer Lkw mit Hinweis auf die besondere Länge

Seit dem Jahr 1994 wurden in den Niederlanden Untersuchungen und Fahrversuche mit maximal 25,25 m langen Lkw mit einem zulässigen Gesamtgewicht von 60 Tonnen durchgeführt. Erlaubt sind dort sonst maximal 18,75 m und 50 Tonnen Gesamtgewicht. Das niederländische Verkehrsministerium untersuchte schon im Herbst 1998 die Vor- und Nachteile von Langen-Lkw zu den Terminals und wurde zeitlich begrenzt. Es hatten sechs Unternehmen 25,25 Meter lange Lastzüge mit den verschiedenen Technik-Varianten und höchstzulässigem Gesamtgewicht zwischen 50 und 75 Tonnen eingesetzt. Sie durften sich nur auf nationalen Fahrstrecken bis zu 50 km bewegen und die Auswirkungen auf die Umwelt sowie die Fahrbahndecken wurden geprüft. Von Dezember 2000 bis Juni 2003 nahmen an der ersten Versuchsphase in den Niederlanden insgesamt 11 niederländische Spediteure oder Verlader teil, um die Möglichkeiten im Transportalltag zu testen. Das Ziel war u. a., einen deutlichen wirtschaftlichen Vorteil bei gleichzeitiger Entlastung der vorhandenen Infrastruktur zu erzielen. Je nach Route und Transportgut wurde theoretisch mit einem Einsparpotential zwischen 4 % und 30 % gerechnet.
Eine zweite Versuchsphase wurde am 24. August 2004 mit der Bezeichnung „LZV-proef“ (Langere en Zwaardere Vrachtautocombinatie’s) genehmigt. Die Erprobung dieses Nutzfahrzeugtyps wurde im Auftrag des Ministerie van Verkeer en Waterstaat, dem niederländischen Verkehrsministerium, auf festgelegten öffentlichen niederländischen Straßen und Autobahnen durchgeführt. Am 1. November 2006 konnte die Probephase mit Erfolg abgeschlossen werden, wobei spezielle Reglementierungen und eine ständige Kontrolle vorhanden waren.

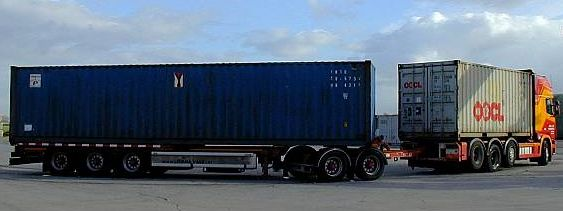
Dolly in Verwendung mit Sattelauflieger

Beteiligt hatten sich statt 100 Speditionen mit 139 EuroCombis nur 71 Transport-Unternehmen mit 155 LVZ-EuroCombis, wobei zwei deutsche Unternehmen beteiligt waren. Die Lkw-Kombination mit einem dreiachsigen Motorwagen und einem Auflieger inkl. einem luftgefederten Dolly-Tandem-Vorderachsläufer wurde bei 69 Speditionen erprobt. Eine zweite Kombinations-Lösung war bei den übrigen 31 LVZ-EuroCombi, der sogenannte „Gigaliner“-Typ, wobei ein Sattelzug mit einem Tandem-Anhänger verlängert wurde. Auch einige Sonder-Lkw-Kombinationen waren beteiligt. Es wurden keine besonderen Störungen oder Zwischenfälle gemeldet und es kam nur zu einem geringfügigen Verkehrsunfall ohne Selbstverschulden des beteiligten LVZ-EuroCombi, der aber „nicht spezifisch“ für den Einsatz der langen Kombinationen gewesen war.
Der Großversuch konnte als voller Erfolg verbucht werden und es wurde für einige Jahre eine „Erfahrungsphase“ für die 155 Lkw-Kombinationen genehmigt, die sich weiter im Einsatz befinden dürfen. Danach wurde über die Rahmenbedingungen mit den Transportunternehmen verhandelt, die eine 25,25-m-Kombinationen besitzen bzw. künftig in Dienst stellen wollen, um eine dauerhafte Sondergenehmigung vom niederländischen Verkehrsministerium zu erhalten.
Bei dem Großversuch galten in den Niederlanden besondere Vorschriften in Bezug auf:
das Fahrzeug
Es muss über eine besondere Kennzeichnung mit Längenangabe am Fahrzeugheck, geschlossene Seitenverkleidungen sowie reflektierende Konturstreifen verfügen. Zusätzlich werden die Lkw mit Tote-Winkel-Spiegeln oder Kameras ausgestattet, um weitere Risiken zu minimieren.
den Fahrzeugführer
Er muss seit mindestens fünf Jahren im Besitz des Lkw-Führerscheins sein, darf in den letzten drei Jahren keinen Unfall verursacht haben und muss sich einem besonderen Fahrertraining unterziehen.
die Strecke
Eine Genehmigung jeder Route durch örtliche Behörden ist vorgeschrieben, ein Verlassen dieser ist nur nach polizeilicher Genehmigung erlaubt. Es gilt ein absolutes Überholverbot auf allen Straßen, ein generelles Fahrverbot bei schlechter Witterung, ein Verbot des Befahrens von Bahnübergängen, welche von Schienenfahrzeugen mit mehr als 40 km/h befahren werden, und von Straßen mit einer maximal zulässigen Höchstgeschwindigkeit von 30 km/h.
Seit Dezember 2009 fährt der zweite sog. EcoCombi in den Niederlanden für DPD zwischen den Städten Joure und Best. Die 2011 rund 600 landesweit 25,25 Meter langen Lkw-Kombinationen, werden in den Niederlanden als sog. „Ökokombis“ auf dem dortigen Straßennetz generell zulassen. Diese Lkw dürfen 60 Tonnen Gesamtgewicht aufweisen, denn die Vielzahl der Achsen wird optimal auf die Straßenoberfläche verteilt und somit werden keine zusätzlichen Schädigungen entstehen, so die Überzeugung im Verkehrsministerium.

### Norwegen
Vom 1. Juni 2008 bis zum 1. Juni 2011 wurde Norwegen der EuroCombi auf bestimmten Straßenabschnitten per Probegesetz erlaubt, indem die Lkw mit einer Länge von bis zu 25,25 m und 60 t zGG fahren dürfen. Man wollte herausfinden, ob die Freigabe der EuroCombis effektiver ist und ob dadurch der Umweltschutz im Transport ermöglicht wird. Durch die zugelassenen Strecken, wurde ein Transport von der Staatsgrenze bis zu bestimmten Lkw-Terminals erlaubt und Kriterien der Straßensicherheit und der Umweltverträglichkeit werden erforscht. Wenn ersichtlich ist, dass die Untersuchungen und Ziele bereits vor Auslaufen der Probezeit nicht erreicht werden, kann die Erlaubnis auch vorher beendet werden.

### Belgien
In Belgien konnte ab 2004 ein Großversuch mit dem EuroCombi durchgeführt werden. Es wurden landesweit Lang-Lkw als EuroCombi, in Flandern vom Verkehrsminister Yves Leterme für einen Test mit 60 t zGG genehmigt. Der Dachverband der Straßentransporteure Febetra hatte erreicht, dass die bis zu 25,25 m langen Eurocombis auf bestimmten Autobahnen für das Pilotobjekt zugelassen wurden. Die Unternehmen Volvo in Gent, BASF in Antwerpen und Ford in Genk können diese EuroCombi benutzen. Diese Unternehmen hatten sich für den EuroCombi starkgemacht, und der vorherige Verkehrsminister Renaat Landuyt hatte die Zulassung verweigert. Es musste noch eine Neufassung des königlichen Transporterlasses verabschiedet werden, um den Feldversuch starten zu können. Die vom Febetra erhoffte Zulassung auf wallonischen Autobahnen wurde durch Entwurf vom Staatssekretär Etinne Schouppe erweitert, indem eine nationale Zulassung in drei Regionen des Landes zum Tragen kommen könnte.

### Frankreich
In Frankreich haben sich 35 Verlader und ca. 40 Transportunternehmen für einen Feldversuch mit den überlangen Lkw eingeschrieben, der für maximal 36 Monate stattfinden soll. Ein offizieller geplanter Test sollte erst dann gestartet werden, wenn alle Ergebnisse von zwei Arbeitsgruppen vorliegen. Eine Arbeitsgruppe untersuchte im Juli 2009 straßentechnische Aspekte unter Realbedingungen und die andere Gruppe, die gewerblich-sozialen Folgen beim Einsatz der 25 Meter langen Lkw. Nachdem sich das französische Parlament im Juli damit beschäftigte und im Herbst der Staatsrat damit befasste, ist mit dem Startschuss für einen Langzeittest nicht vor April 2010 zu rechnen. Federführend ist die DGITM (Direction générale des infrastructures, des transports et de la mer), die beide Arbeitsgruppen eingesetzt hatte. Das maximale Zulässige Gesamtgewicht sollte laut Behörde auf 57 Tonnen begrenzt werden, berichtete der „Club 25.25“, der sich für die Zulassung vom EuroCombi einsetzt.

### Österreich
Der Verkehrsclub Österreich (VCÖ) veröffentlichte im November 2008 eine Studie, die vor der EU-weiten Zulassung von überlangen Lkw warnt. Er forderte die österreichische Bundesregierung dazu auf, gemeinsam mit anderen Staaten gegen eine EU-weite Zulassung der Gigaliner (EuroCombi) zu stimmen. Der EuroCombi sei um 50 Prozent schwerer und um 33 Prozent länger. Dadurch seien in Österreich Straßenumbauten in Höhe von mehreren Milliarden Euro nötig. VCÖ-Expertin Ulla Rasmussen, die auch Vorstandsmitglied vom Brüsseler Dachverband T & E ist, stellte fest, dass diese großen Lkw neue Verkehrsprobleme bringen und die Gefahr von Unfällen würde durch die langen Überholwege zunehmen. Die Zulassung von Lkw mit einem höchsten zulässigen Gesamtgewicht von 60 t und einer Länge von 25,25 Meter mache Umbauten der Straßen, der Brücken, der Tunnel, der Kreisverkehre und der Parkplätze nötig. Allein Oberösterreich schätzt die Kosten auf weit über 100 Millionen Euro nur für die Landesstraßen und für ganz Österreich wären es mehrere Milliarden Euro. Österreichs Autobahnnetz hat rund 300 Kilometer Brücken und 300 Kilometer Tunnel. Das Transitland Tirol hat 28 Brücken und 37 Tunnelkilometer und die Tiroler Landesstraßen haben 1.900 Brücken sowie 145 Tunnel.

### Schweiz
Die EU-Kommission möchte EuroCombi durch die Schweiz fahren lassen und hat bereits Signale gesetzt, dass sie das Limit für die normalen Lkw-Längen erhöhen will. Im Jahr 2008 wurde von ihr eine Studie publiziert und die Transport-Lobby und Lastwagenhersteller wollen eine Zulassung der EuroCombi, die bis zu 60 Tonnen schwer sind. Gegenwärtig setzt die EU auf 18,75 Meter Lkw-Länge und 40 Tonnen zGG. Die Schweiz hatte ab 2005 das in der EU geltende 40-Tonnen-Limit übernommen. Im Binnenverkehr dürfen die EU-Länder größere und schwerere Lastzuglängen zulassen. In einer schriftlichen Antwort auf eine Interpellation der Urner FDP-Nationalrätin Gabi Huber erweckte der Bundesrat den Eindruck, es gebe keinen Grund zur Sorge für die Riesenlaster und die Schweiz sei nicht verpflichtet, ein höheres EU-Gewichtslimit ins nationale Recht umzusetzen. Nach Artikel 1 des im Dezember 2008 bereinigten „Gesetzes über die Verlagerung des Güterverkehrs“ hatte das Schweizer Parlament dem Bundesrat ausdrücklich verboten, „mit der Europäischen Kommission über höhere Gewichtslimiten zu verhandeln“. Schweizer Umweltverbände trauten dem Bundesrat nicht und starteten im Verbund mit Organisationen vieler EU-Länder eine Kampagne „Stopp 60-Tönner“. Auch der Touring Club Schweiz (TCS), Automobil Club der Schweiz (ACS), der Transportunternehmer-Verband „Astag“ und die Schweizerischen Bundesbahnen (SBB) sind gegen den EuroCombi, mit Verweis auf die Eigenart der Schweizer Straßen.

### Spanien
In Spanien wurde durch die Regierung in Madrid beschlossen, dass der EuroCombi ab dem 24. Dezember 2015 mit einem Höchstgewicht von 60 t zGG und einer Maximallänge von 25 Metern genutzt werden darf. Für den Einsatz auf bestimmten Strecken ist in Spanien vorher eine Erlaubnis des Straßenbetreibers und die Genehmigung der Verkehrsbehörde notwendig.

### Deutschland
Seit Mitte 2005 wurden einige Ausnahmegenehmigungen zum Betrieb von EuroCombis in Deutschland auf Grund von § 70 StVZO und § 29 StVO in den verschiedenen Bundesländern erteilt. Die Voraussetzungen zum Betrieb des EuroCombi sind für die Kraftfahrer u. a.: Fünf Jahre Fahrpraxis auf einem Standard-Lkw, keine Unfälle, keine Eintragung in das Verkehrsregister, kein Überholen und kein Abweichen von den erlaubten Strecken. Die Anzahl und die Art der Genehmigungen hatten seit dem niederländischen Groß-Versuch deutlich zugenommen.

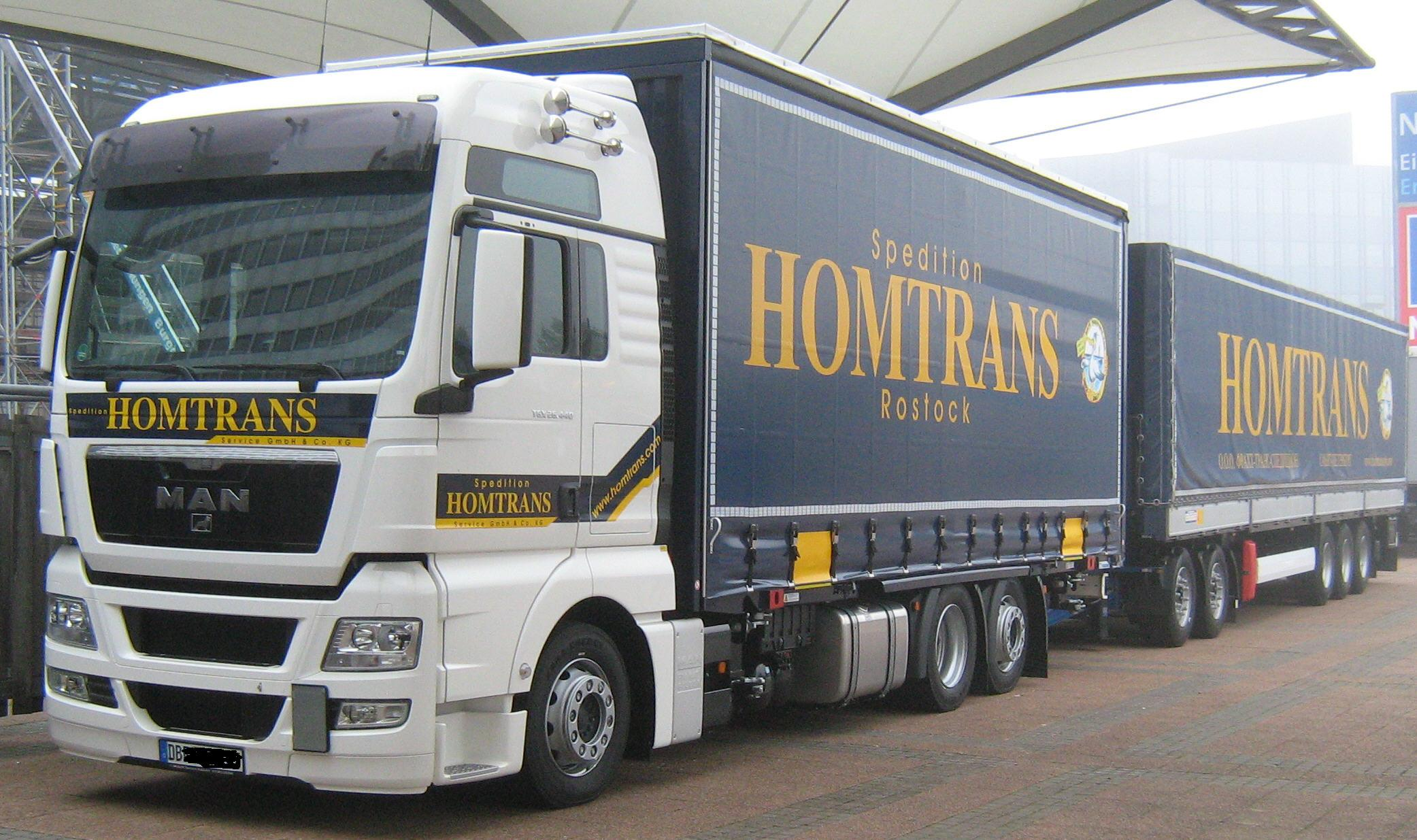
EuroCombi-Lkw 2008

 Im Jahr 2007 gab es über den Einsatz von Lkw bis zu 25,25 Meter eine Untersuchung vom Institut für Verkehrswesen, Eisenbahnbau und -betrieb an der Leibniz Universität Hannover, die von einer Treibstoffeinsparung von 10-23 Prozent ausgeht. Das Umweltbundesamt (UBA) kam hingegen zu dem Ergebnis, dass diese Jumbo-Lkw weder die Umwelt noch die Straßeninfrastruktur entlasten, denn „Die Einführung der Jumbo-LKW würde dafür sorgen, dass noch mehr Transporte über die Straße abgewickelt würden.“ Eine OECD-Studie von 2011 lässt beide Schlüsse zu.
Die zugelassenen Strecken wurden ab dem 1. Januar 2012 in der Anlage zur Verordnung über Ausnahmen von straßenverkehrsrechtlichen Vorschriften für Fahrzeuge und Fahrzeugkombinationen mit Überlänge (LKWÜberlStVAusnV) benannt.
Am 29. Mai 2014 hatte das BVerfG laut dpa entschieden das Überlange Lkw in Deutschland weiter in einem Feldversuch erprobt werden durften. Die Klagen hatten die rot-grün regierten Bundesländer Baden-Württemberg und Schleswig-Holstein sowie der Bundestagsfraktionen von SPD und Grünen eingereicht. Sie hatten verhindern wollen, dass Lang-LKW auch ohne Zustimmung der betroffenen Länder Strecken probeweise befahren durfen. Damals hatte die schwarz-gelbe Bundesregierung am Ende 2011 per Ausnahmegenehmigung die Probefahrten erlaubt – ohne Einbeziehung von Bundestag und Bundesrat. Dagegen hatten die Kläger einen Verfassungsbruch gesehen.
Ab 2017 sind auf bestimmte Strecken begrenzte Zulassungen für EuroCombis verordnet. Zum 29. Dezember 2017 trat die 8. Änderungsverordnung in Kraft.
Zum 2. Oktober 2019 trat die 9. Änderungsverordnung in Kraft, mit einer Erweiterung der Positivliste, einer Öffnung aller Strecken in Baden-Württemberg und Bremen für den verlängerten Sattelauflieger (Lang-Lkw Typ 1) und einer Pflicht einer Ausstattung mit einem Abbiegeassistenten und mitblinkenden Seitenmarkierungsleuchten für neu zugelassene Lang-LKWs ab 1. Juli 2020, für Bestandsfahrzeuge ab 1. Juli 2022.
Über den grenzüberschreitenden Verkehr von Lang-Lkw wurde Am 24. September 2021 als ein bilaterales Abkommen zwischen den Niederlanden und Deutschland unterschrieben (BGBl. II S. 1209).
Lang-Lkw können ab 4. Dezember 2023 auch von und nach Dänemark fahren. Bundesverkehrsminister Volker Wissing und sein dänischer Amtskollege Thomas Danielsen hatten am 4. Dezember 2023, am Rande vom Treffen vom EU-Verkehrsministerrat, ein bilaterales Abkommen unterzeichnet, sodass der Einsatz von Lang-LKW zwischen beiden Ländern ermöglicht wird.

#### Schleswig-Holstein
In Schleswig-Holstein wurden von der Firma Combisped ab 1985 Lang-Lkw im Containerverkehr zwischen dem Hafen Lübeck und dem Hafen Hamburg eingesetzt. Diese waren Kombinationen aus Motorwagen mit Dolly und Sattelauflieger und fassten ein TEU auf dem Motorwagen und zwei TEU auf dem Sattelauflieger. Aufgrund von Auftragsrückgängen wurde der Verkehr im Sommer 2009 eingestellt.
Seit Februar 2010 werden erneut „Lang-Lkw“ in Schleswig-Holstein in einem Feldversuch eingesetzt. Auf zwei Referenzstrecken setzt eine Spedition die mit Ausnahmegenehmigungen zugelassenen Eurocombi mit 40 t zGG ein. Von Neumünster pendeln die Lkw-Kombinationen täglich nach Stapelfeld und nach Rendsburg, wobei nach Aussage der Spedition rund 45.000 Liter Diesel und über 127 Tonnen Kohlendioxid pro Jahr eingespart würden.
Anfang September 2012 reichte das Verkehrsministerium Schleswig-Holsteins Klage gegen den Testbetrieb überlanger Lastwagen beim Bundesverfassungsgericht ein.

#### Mecklenburg-Vorpommern
Mecklenburg-Vorpommern sympathisiert mit den Riesenlastern – dort befindet sich ein Hersteller der 25-Meter-Lkw. Zwei Routen hat Mecklenburg-Vorpommern in petto und auf einer Strecke wird ein EuroCombi getestet. Der Eurocombi verstößt nicht gegen die Abmachung, obwohl die Länderverkehrsminister sich dagegen ausgesprochen hatten. Die Maximallast beträgt wie für einen herkömmlichen großen Lastkraftwagen nur 40 Tonnen. Auf einer vorgegebenen Strecke fährt der EuroCombi zwischen Parchim und dem Gewerbegebiet Gallin-Valluhn (Kreis Ludwigslust) (Städte sollen dabei nicht durchquert werden). Zwei Ausnahmegenehmigungen gibt es zwischen Dummerstorf südlich von Rostock und dem Überseehafen, die bis Ende des Jahres gelten. In Dummerstorf werden die EuroCombi mit Fracht beladen und nach Skandinavien verschifft. Weitere Genehmigungen für elf Teilstrecken liegen noch in Mecklenburg vor, unter anderem zu den Gewerbegebieten in Schwerin, Valluhn, Parchim und Laage. Verkehrsminister Volker Schlotmann (SPD) hat die Ausnahmegenehmigung für den EuroCombi im Dezember 2009 um ein weiteres Mal erneuert. Die Strecken verlaufen nicht parallel zu Schienenstrecken und wären somit keine Konkurrenz der Güterbahn.

#### Bremen
In Bremen wird seit 2002 ein einzelner 66-Tonner mit nur zwei 20-Fuß-Containern mit je 22 Tonnen Gewicht auf einer Strecke von 25 Kilometern für den Transport von Kaffee einer Großrösterei im innerstädtischen Verkehr zwischen dem Hafen und dem Sitz des Unternehmens eingesetzt. Hierbei handelt es sich nicht um einen Eurocombi, sondern um einen normalen Lkw mit einer Gesamtlänge von 18,75 m. Für das höhere Gewicht wurde eine Zwillingsbereifung sowie insgesamt vier Achsen angebracht.
Ab November 2014 steht ein Sattelzug mit Tandem-Anhänger, Gesamtlänge 25,25 m, von der Firma L.I.T. AG auf dem Teststand. Für ein ortsansässiges Automobilunternehmen werden Automobilteile nach Bremerhaven transportiert.

#### Hamburg
In Hamburg verkehrt seit 2004 im Hafen ein EuroCombi von 46 Meter Länge. Ein Hafenunternehmen für Container-Transporte setzt für zwei Kilometer auf öffentlichen Straßen den überlangen Lkw nach dem Vorbild des Europäischen Modularen Systems (EMS) ein.

#### Niedersachsen
Drei deutsche Speditionen nahmen an einem ersten Versuch im Land Niedersachsen teil. Die Spedition Boll Logistik setzte eine Sattelzugmaschine mit Sattelauflieger und einem angehängten Doppelachs- oder Tandemachsanhänger zwischen Meppen und Hannover ein. Es handelte sich dabei um einen MAN TGA 26.413 FNLLC der Firma Fahrzeugwerk Krone, die diese Konfiguration 2004 auf der IAA unter der Bezeichnung „GigaLiner“ vorstellte. Die Gesamtlänge betrug 25,25 Meter und das Ladevolumen 150 Kubikmeter, anstatt der üblichen 100 Kubikmeter. Das zul. Gesamtgewicht betrug 40 t und somit 10 Tonnen weniger als in den Niederlanden. Die Spedition VW Logistics pendelte zwischen den VW-Werken Emden und Wolfsburg und die Spedition Hellmann Worldwide Logistics aus Osnabrück nahm ab dem 31. Oktober 2006 an einem Test teil, der bereits im Sommer 2007 endete. Vom 10. Januar 2007 bis zum 30. Juni 2008 hatte eine Spedition mit nur einem 25,25-Meter-Lkw, 344 Touren mit über 271.000 km gefahren. Innerhalb dieser Periode wurden 17.700 Liter Diesel eingespart, 115.000 km nicht gefahren und den CO2-Ausstoß um 15 % verbessert. 144 Touren konnten auf der hochbelasteten Bundesautobahn 2 vom Ruhrgebiet über Hannover nach Braunschweig vermieden werden. In allen Genehmigungen war eine bestimmte Uhrzeit vorgesehen, zu der die Fahrten erlaubt waren, sowie festgelegte Strecken. Jörg Bode (FDP), von Oktober 2009 bis Februar 2013 Niedersächsischer Minister für Wirtschaft, Arbeit und Verkehr, wollte ein neues EuroCombi-Projekt voranbringen und drängte auf einen bundesweiten Modellversuch. Im Frühjahr 2010 sollte eine Bund-Länder-Arbeitsgruppe eingesetzt werden, denn die Bundesregierung hatten im Koalitionsvertrag einen bundesweiten EuroCombi-Versuch vereinbart.

#### Nordrhein-Westfalen
In Nordrhein-Westfalen wurde bereits im Rahmen des niederländischen Großversuchs die Strecke zwischen Bochum und Venlo befahren. Vom 19. Dezember 2006 bis zum 30. Juni 2008 fand ein Versuchsprojekt auf bestimmten Strecken mit 11 EuroCombis statt. Der Versuch lief unter Beobachtung von TÜV Rheinland und TÜV Nord.
Das Gesamtgewicht der EuroCombi war auf 44 Tonnen begrenzt. A-Trains fuhren als niederländische Versuchsteilnehmer auch durch Deutschland (das 10 km lange Teilstück der Autobahn A3 zwischen Emmerich am Rhein und 's-Heerenberg). Die Zuglänge des Fahrzeuges (ein MAN TGA 26.413 FNLLC) betrug 24,85 m.
Der Präsident der Niederrheinischen IHK (Duisburg Kleve Wesel) Burkhard Landers verkündete im Mai 2010: „Wir brauchen Riesen-Lkw.“
Bei der Landtagswahl am 9. Mai 2010 verlor das schwarz-gelbe Kabinett Rüttgers seine parlamentarische Mehrheit; es entstand eine rot-grüne Koalition (Kabinett Kraft I und später II). Diese lehnte Gigaliner zunächst ab. Seit dem 22. Juli 2015 dürfen Lang-Lkw das komplette Straßennetz in Nordrhein-Westfalen befahren. Allerdings beschränkte Landesverkehrsminister Michael Groschek die zulässige Lkw-Variante auf 17,80 Meter. Der Feldversuch läuft bis 2016.

#### Baden-Württemberg
Nach zwei Jahren wurde am 30. September 2008 die 60-Tonnen-Erprobung mit dem 25-Meter-Lkw „EcoCombi“ der Daimler AG beendet. Es wurden keine negativen Auswirkungen und Beschwerden auf den Verkehr im Raum Stuttgart berichtet. Der zuerst auf ein Jahr befristete Versuchsbetrieb wurde vom Powertrain-Werksverbund der Daimler AG in Baden-Württemberg im Raum Stuttgart durchgeführt. Im Werksverkehr wurde der überlange Lkw zwischen den Standorten Untertürkheim und Sindelfingen ab 21. September 2006 eingesetzt, um Erfahrungen mit 25,25 m langen und 60 t schweren Nutzfahrzeugen zu sammeln und die dann in Zusammenarbeit mit der Bundesanstalt für Straßenwesen (BASt) im Auftrag des Verkehrsministeriums auszuwerten. Dies galt besonders für die Faktoren Sicherheit, Infrastrukturbelastung sowie Emissions- und Verbrauchsverhalten. Bei dem eingesetzten Ecocombi von Daimler handelte es sich um ein luftgefederten Mercedes-Benz Actros 2660 LL/6×4. Das Fahrzeug wurde angetrieben durch einen 440 kW (600 PS) starken V8-Motor mit BlueTec-5-Ausstattung, der bereits die Emissionsgrenzwerte der Euro 5-Vorschrift des Jahres 2009 erfüllte. Weiterhin war der Ecocombi mit allen Sicherheitssystemen ausgestattet wie z. B. mit Scheibenbremsen, Brems- und Spurhalteassistenten, Active Brake Assist, Abstandsregeltempomat, Elektronisches Stabilitätsprogramm und der neuesten Spurwechselunterstützung. Seit dem 22. Juli 2015 dürfen in Baden-Württemberg die bis zu 25,25 m langen sog. Gigaliner auf Teststrecken fahren. Hierzu wurde zunächst die A8 von Ulm bis Karlsruhe ausgewählt.

#### Sachsen-Anhalt
Gegen den Willen des Bundes bzw. des Verkehrsministers Wolfgang Tiefensee hatte Sachsen-Anhalt Fakten für eine Ausnahme des 25,25-m-EuroCombi geschaffen. Spediteure in Sachsen-Anhalt hatten keine Probleme beim Einsatz vom EuroCombi gesehen, sagte Gerhard Bertram von der Industrie- und Handelskammer. Gegenüber der Deutschen Presse-Agentur (dpa) meinte er: „schwierig wird es auch, auf Rastplätzen mit dem Neuling (EuroCombi) unterzukommen, denn er könnte nur am Rand stehen, weil er sonst mehrere Parkplätze blockieren würde“. Bislang wurde in Sachsen-Anhalt kein Test mit einer Ausnahmegenehmigung für den EuroCombi erteilt.

#### Bayern
Das Bundesland Bayern wird sich an einem Feldversuch beteiligen. Nach einem Bericht der Süddeutschen Zeitung vom 25. Februar 2011 sind dem Landesverband Bayerischer Transport- und Logistikunternehmen acht bayerische Firmen bekannt, die an dem fünfjährigen Feldversuch teilnehmen wollen.

#### Thüringen
Im Bundesland Thüringen waren ab dem 14. Februar 2008, mit einer 12 Monate befristeten Ausnahmegenehmigung, ein 25,25 m langer Lkw ÖkoCombi gefahren. Am 6. Januar 2009 teilte das thüringische Verkehrsministerium mit, dass die Ausnahmegenehmigung bis Ende 2009 verlängert werde und es sich nicht um einen Pilotversuch handele. Das Land sah vor allem im Klimaschutz ein Argument für die 25-Meter-Züge und strebte eine bundesweite Lösung an. Im Vergleich zu Transporten mit normalen Lkw sparte die Rigterink Logistikgruppe hier täglich 600 Kilometer und 152 Liter Kraftstoff ein. Es wurde Zwieback transportiert, das Fahrzeug verkehrte von Ohrdruf nach Hermsdorf. Das zweite Unternehmen in Thüringen, das eine Ausnahmegenehmigung für den Einsatz des EuroCombi erhalten hatte, war ein Matratzenhersteller aus Weida, der keinen Gebrauch davon gemacht hatte. Der erlaubte Pilotversuch für Zwieback-Transporte ab Ohrdruf im Eurocombi wurde für 2010 nicht verlängert. Es wurden keine weiteren Sondergenehmigungen erteilt, denn die politischen Parteien CDU und SPD hatten sich im damaligen Koalitionsvertrag darauf geeinigt, den Eurocombi in Thüringen von den Straßen zu nehmen.

## Technische Aspekte

### Achs- und Meterlasten
Die Achslast, also das Gewicht, das je Achse auf der Straße lastet, ist bei einem 60-Tonnen-Lkw geringer als bei einem herkömmlichen 40-Tonnen-Lkw. Diese Reduzierung der Achslast beim EuroCombi wird durch eine Verteilung des Gesamtgewichts auf mehr Achsen erreicht. Von heute 8–10 Tonnen Achslast reduziert sich die Achslast beim EuroCombi auf 7,5–8,5 Tonnen. (vgl. BGL.de) Die punktuelle Belastung der Straße nimmt also nicht zu, wie durch eine einseitige Betrachtung der zulässigen Gesamtmasse zu vermuten wäre, sondern ab.
Die für Brücken wichtige Meterlast kann bei 60 Tonner-Lkw zunehmen. Sie beträgt bei einem 18,75 m langen 40-Tonner-Lkw 2,1 Tonnen/Meter, bei einem 25,25 m langen 60-Tonner-Lkw sind es 2,4 Tonnen/Meter. Allerdings werden Straßenbrücken für deutlich höhere Meterlasten ausgelegt, so dass dies keine Einschränkung bedeutet. So können Brücken der militärischen Lastenklasse 120 über 10 Tonnen/Meter tragen.

### Bremskraft
Die Gesamtbremskraft liegt durch eine größere Achs- und Radanzahl bei 60-Tonnern in einem ähnlichen Bereich wie herkömmliche 40-Tonnern mit fünf Achsen, die Bremskräfte übertragen können. So müssen je Achse bei einem normalen Lkw 8 Tonnen gebremst werden, bei 60 Tonnen Gesamtgewicht und sieben bis neun Achsen zwischen 8,57 und 6,67 Tonnen. Bei 44 Tonnen Gesamtgewicht ist die Bremsfähigkeit deutlich höher, hier müssen zwischen 6,29 und 4,89 Tonnen verzögert werden. Eine Verbesserung der Bremsfähigkeit kann durch den Einsatz von Zwillingsbereifung an nicht lenkenden Achsen erreicht werden. Hierdurch wird die Auflagefläche gesteigert, so dass noch höhere Bremskräfte übertragen werden können und sich die Radlast gegenüber herkömmlichen Lastzügen verringert. Die kinetische Energie bei einem Aufprall ist bei einem Fahrzeug mit 60 Tonnen 1,5-mal so groß wie bei einem 40-Tonner (0,5 × Masse × Geschwindigkeit²). Diese Gefahr kann durch die Abstands-Elektronik und zusätzliche automatische Bremssysteme deutlich verringert werden, die auch in herkömmliche Lkw eingebaut werden können.

### Kurvenverhalten
Das Kurvenverhalten des EuroCombi ist für deutsche Straßen, insbesondere für Kreisverkehre, nicht bei allen Variationen bzw. überlangen Lkw-Typen gleich gut. Die zulässige Gesamtlänge steigt von 18,75 m bei einem herkömmlichen Gliederzug auf 25,25 m. Diese Nutzfahrzeug-Länge wird in Deutschland sonst lediglich von überlangen Gelenkbussen (z. B. Hamburg 24,80 m) erreicht. Für diese wurden Sondergenehmigungen für einzelne Linien erteilt.
Nach Untersuchungen der BASt erreicht bezüglich des zulässigen Wendekreis („BOKraft-Kreis“) lediglich die Sattelzugmaschine mit zwei Aufliegern die Vorgaben des §32 StVZO. Hier wird die Gesamtlänge von 25,25 m allerdings nicht voll ausgeschöpft. Der 6×2 Lkw mit Dolly und Sattelauflieger überschreitet die innere Ringfläche geringfügig, der 6×2 Lkw mit zwei Tandemanhänger überschreitet die innere Ringfläche deutlich. Das Ausschermaß wird von allen eingehalten.
Die Befahrbarkeit kleiner Kreisverkehre ist nach dieser Untersuchung nur bedingt möglich. So überstreichen Teile der Lkw den Fahrbahnteiler und können somit dort wartende Fußgänger gefährden. Ausfahrten aus diesen Kreisverkehren sind prinzipiell möglich, es müssen allerdings Seitenflächen genutzt werden. Auch bei innerörtlichen Einmündungen ergibt sich das Problem, dass innen liegende Seitenflächen befahren werden.
Um das Kurvenverhalten der EuroCombi zu verbessern, können verschiedene Maßnahmen ergriffen werden. So können eine gezogene Lenkachse, eine Liftachse, ein Lenkdolly, eine Verschiebung des Kupplungspunktes oder eine Änderung der Achsabstände zur Einhaltung der infrastrukturellen Vorgaben beitragen. Auf der anderen Seite kann auf speziell für die EuroCombi ausgewiesenen Strecken die Infrastruktur angepasst werden. So können innerörtliche Einmündungen durch eine exklusive Grünphase für die Rechtsabbieger unter Nutzung der Gegenfahrbahn befahren werden. In Kreisverkehren kann durch eine optische Führung ein besseres Kurvenverhalten der Fahrzeugführer erreicht werden und durch das Ausführen der Ausfahrt als zweiteiliger Korbbogen und nicht als Kreisbogen ein geringeres Ausscheren erreicht werden.

### Spurtreue auf der Straße
Werden Fahrzeug-Züge aus längeren und/oder durch mehr Glieder und/oder Gelenke gebildet, so entstehen zusätzliche Schwingungsmoden, d. h. komplexeres Schwingen wird möglich.
Die Versuchs-Fahrzeuge des EuroCombi besitzen eine Ausstattung mit modernster Sicherheitstechnik, z. B. komplett mit Scheibenbremsen, elektronischen Spurhalte- und Bremsassistenten, Active Brake Assist, elektronischem Stabilitätsprogramm, sowie Abstandsregeltempomat.
Zurückschieben wird umso anspruchsvoller, je mehr Gelenke ein Zug aufweist.

## Bewertungen

### Positive Stellungnahmen

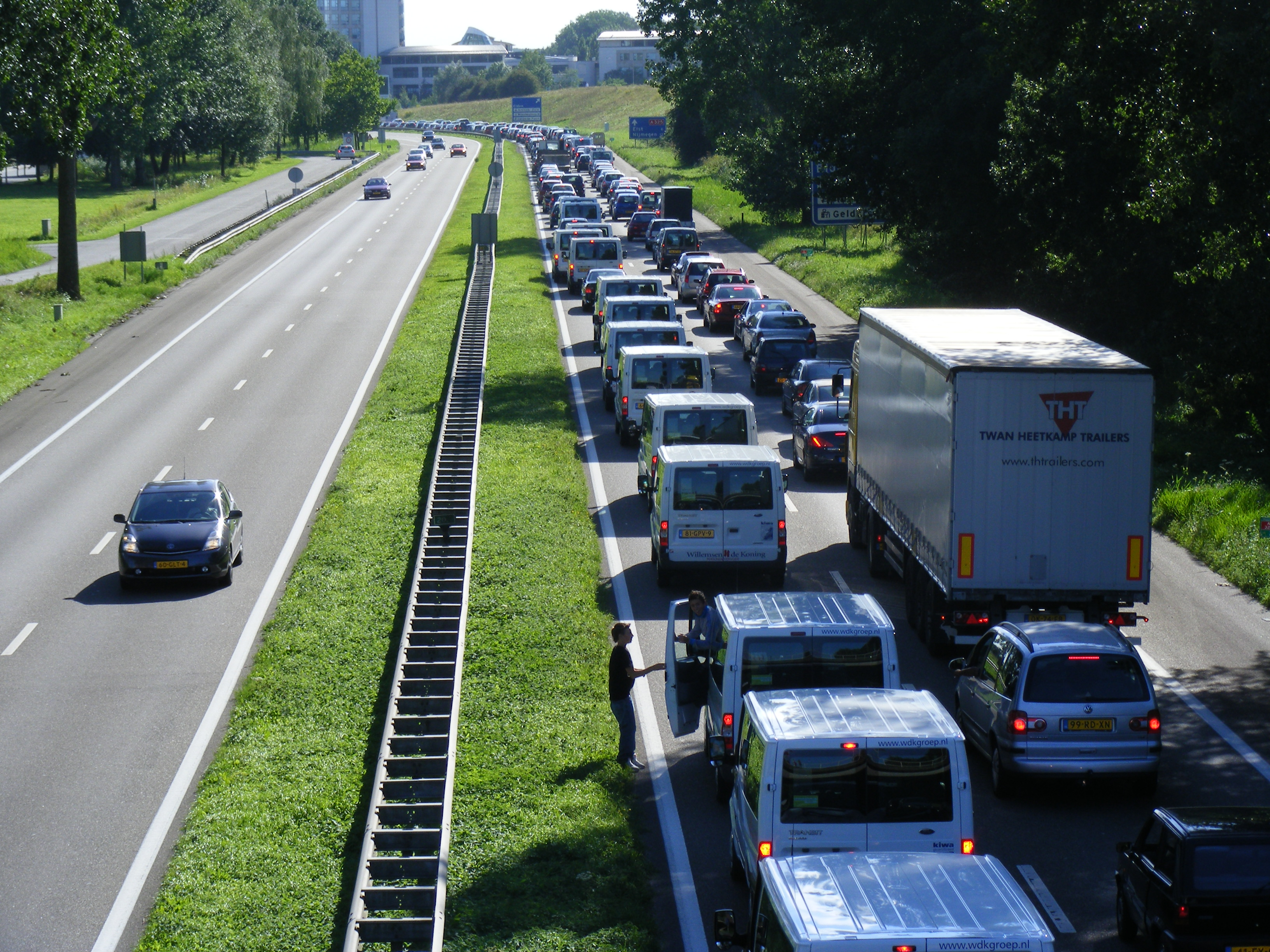
Befürworter sind der Meinung, dass mit dem vermehrten Einsatz extralanger Lastkraftwagen Staus vermindert werden können.

Der Verband der Automobilindustrie (VDA) stellte auf der IAA am 21. September 2006 in Hannover erstmals sein 25,25-Meter-Nutzfahrzeugkonzept EuroCombi öffentlich einem breiten Publikum vor. Das Wort Kombination steht für die Möglichkeit, mit vorhandenen Elementen (Anhänger, Sattelauflieger) einen EuroCombi zu bilden.
Durch die Steigerung des zusätzlichen Nutzvolumens und der Nutzlast von über 50 % könnten zwei EuroCombi die Ladung von drei herkömmlichen Lastwagen aufnehmen und diese zu geringeren Kosten transportieren. Dadurch ergäbe sich eine hohe Wirtschaftlichkeit, die je nach Strecke und Güterart Einsparungen bis zu 30 % ermöglichen.
Im Oktober 2006 hatte der VDA zu einem Symposium mit einer Pressekonferenz für den EuroCombi nach Münsingen eingeladen. Gemäß seinen Erklärungen erhofft sich der VDA einen Meinungsumschwung im deutschen Verkehrsministerium, um die steigenden Warenströme auf weniger Lkw zu konzentrieren. Es wurde vorgerechnet, dass die EuroCombi bei einem Transportanteil von 20 %, ca. 2,2 Milliarden Fahrkilometer einsparen könnten. Dargelegt wurde auch, dass der im August 2004 in den Niederlanden gestartete Versuch mit 100 Speditionen und 139 EuroCombi sehr positiv verlaufen und es zu keinen Komplikationen oder prinzipbedingten Unfällen gekommen sei. Weiter wurde wörtlich erklärt: „50 Prozent mehr Transportvolumen bei 15 Prozent weniger Kraftstoffverbrauch und Emissionen sind Perspektiven, die es zu erschließen gilt“ […] „Bei gleicher Transportmenge wird der Verkehrsraum entlastet, und die Straßenbelastung sinkt um 10 Prozent“.
Der Geschäftsführer (bis 2008) der Studiengesellschaft für den Kombinierten Verkehr (SGKV), Dr. Christoph Seidelmann, unterstützte diese Darstellung des VDA und bescheinigte dem EuroCombi in einer aktuellen Studie die Einsatzfähigkeit in allen Varianten für den kombinierten Verkehr (KV). Allerdings haben nicht alle Terminals genug Platz zum Rangieren.
Vom Bundesverband Güterkraftverkehr Logistik und Entsorgung (BGL) und vom Bundesverband des deutschen Groß- und Außenhandels (BGA) erhielt der VDA ebenfalls Unterstützung, indem sich beide sehr für eine ständige Erlaubnis bzw. Zulassung starkmachten. Der Güterverkehr wird sich nach BGA Prognosen bis zum Jahr 2015 um bis zu 64 % erhöhen. Der BGA ließ wörtlich verlautbaren: „Wenn wir heute nicht intelligent gegensteuern, ersticken wir im Stau und den daraus resultierenden Abgasen“.
Bei DaimlerChrysler bekundete das zuständige Vorstandsmitglied Andreas Renschler in einem Interview, dass er mit einer Zunahme des Güterverkehrs von 30 % im Transportvolumen rechne. Wörtlich: „Der EuroCombi ist ein Vorschlag der Automobilindustrie, wie das Fahrzeugaufkommen auf dem Verkehrsträger Nr. 1, der Straße, in akzeptablem Maß gehalten werden kann. Lastzugkombinationen mit 25,25 Meter Länge und 60 Tonnen Gesamtgewicht verringern den Bedarf an Verkehrsfläche um 25 %. Zwei 60-Tonnen-Lkw können bis zu drei herkömmliche 40-Tonner ersetzen“.
Der Bundesverband der Transportunternehmen (BVT) hatte im September 2006 eine bundesweite Ausweitung mit 25,25-m-EuroCombis angeregt. Ziel sei es, die Auswirkungen der Fahrzeugkombinationen auf Verkehrssicherheit, Straßen und Straßenbrücken auf Basis einer erweiterten Datenbasis abschätzen zu können. Die möglichen Effizienzvorteile könnten durch größere Fahrzeugkombinationen erzielt werden, und zusätzlich würden Staus zu vermieden und die Umwelt geschont.
Auch die Sachverständigenorganisation Dekra ist für den EuroCombi-Test. Die Dekra hatte sich auf der IAA Nutzfahrzeuge 2006 für einen bundesweiten Pilotversuch mit den 60-Tonnen-Fahrzeugkombinationen ausgesprochen. Dekra-Chef Klaus Schmidt sagte wörtlich: „60-Tonnen-Züge sind definitiv eine Chance, den drohenden Verkehrskollaps zu vermeiden“. Zwingende Voraussetzung sei natürlich, dass eine Ausstattung der Fahrzeuge mit modernster Sicherheitstechnik, wie z. B. elektronische Spurhalte- und Bremsassistenten vorhanden sind.
Die ersten Ergebnisse von Untersuchungen wurden von der BASt-Studie Ende Februar 2007 abgeschlossen und erste Resultate der Pilotprojekte in den Bundesländern konnten aus Sicht des Verbandes der Automobilindustrie zeigen, dass solche Nutzfahrzeugkonzepte zukunftsfähig seien. Nach der Studie wurde bis zu 30 % weniger Kraftstoff, eine CO2-Ausstoßreduzierung, etwa 13 % weniger Schwerverkehr auf Bundesautobahnen und eine Reduzierung der Straßenbelastung durch die überlangen Nutzfahrzeuge bestätigt. Auch ein um 17 % kürzerer Bremsweg (komplett Scheibenbremsen), ABS, ein Warner beim Spurverlassen, Abstandsregel-Tempomat, Bremskraftverstärker und Fahrdynamikregelung (ESP usw.) sorgen laut BASt für eine erhöhte Verkehrssicherheit, wobei diese Techniken in Lkw von heute üblicher Größe eingebaut werden können. In Schweden, Finnland, sowie in den Niederlanden wurden ähnlich Erfahrungen gesammelt und in Dänemark wird ebenfalls von entsprechenden Zwischenergebnissen berichtet. Das Umweltbundesamt war davon ausgegangen, das mit dem EuroCombi, verglichen mit heutigen Lkw, nur dann Kraftstoff eingespart werden könne, wenn die Auslastung mindestens 77 % betragen würde; diese betrage im Durchschnitt jedoch lediglich etwa 64 %.
Der damalige VDA-Präsident Bernd Gottschalk sagte im März 2007, dass es keinen Schlussstrich unter das Thema EuroCombi gibt und „vielmehr […] jetzt eine objektivierte Darstellung“ beginnt.
Auf europäischer Ebene wurden Gutachten eingebracht, wobei die EU-Kommission ein eigenes Gutachten erstellte. Im Europäischen Verkehrs-Ministerrat wurde keine Einigkeit erzielt und eine europäische Initiative für den EuroCombi konnte trotz der Ergebnisse vom 21. Januar 2009 in der zweiten Hälfte 2009 von Schweden (während deren EU-Präsidentschaft) nicht durchgesetzt werden. Es wurde im Gutachten positiv festgestellt, dass in der gesamten Europäischen Union mit dem EuroCombi der CO2-Ausstoß um 3,6 % sinken, der Kraftstoffverbrauch um 12,6 % zurückgehen und 13 % weniger Lkw unterwegs sein könnten. Die EU-Kommission sah die größten Schwachstellen bei Brücken, deren Anpassung oder Erneuerung höhere Investitionen erfordern würde. Diese Analyse sei eine Basis für ihre Entscheidung zum EU-Zugang der überlangen Lkw und einer möglichen Änderung der 12 Jahre alten EG-Richtlinie 96/53. Das Europäische Parlament hatte sich schon im September 2007 dafür ausgesprochen, den EuroCombi mit 60 t zGG für bestimmte Straßen innerhalb der Unionsländer mit Genehmigung der EU-Kommission zuzulassen.
Dass der EuroCombi in den zurückliegenden 10 Jahren immer wieder auf die Tagesordnung gesetzt worden war, war dem Referatsleiter für Logistik John Berry zu verdanken. Er war in der Brüsseler „Generaldirektion Transport und Energie“ (GD TREN) für den EuroCombi zuständig gewesen und hatte die „Monstertrucks“ zum persönlichen Thema gemacht. Nach der spanischen EU-Ratspräsidentschaft wurden ab Juli 2010 die „25,25-Meter-60-Tonnen-Lkw“ wieder zum Thema in der Europäischen Union. Der Europäische Speditions- und Logistikverband „Clecat“ hatte aufgrund seiner Analyse im hauseigenen Forschungsinstitut die EU-Richtlinie 96/53/EG untersucht und festgestellt, dass die Einsatzmöglichkeiten von EuroCombis mit dem EU-Recht vereinbar sind. Die Bundesregierung (CDU-FDP Koalition) hatte eine Arbeitsgruppe „Lang-Lkw“ beschlossen, die im Juli ihre Tätigkeit für die deutsche Probe-Untersuchung mit dem EuroCombi aufnahm, und Logistik-Koordinator der Bundesregierung Andreas Scheuer (CSU) betonte u. a.: „Lang-Lkw werden sich vor allem auf dem übergeordneten Straßennetz bewegen“. Im August 2012 versicherte EU-Kommission Präsident Barroso die Einhaltung der europäischen Gesetze zu beachten und betonte, dass nur die ohnehin bereits initiierte Revision der Richtlinie 96/53/EG rechtliche Klarheit und demokratische Legitimität schaffen könne. Martin Schulz hatte Barroso in seinem Schreiben aufgefordert, die strittige Frage in einem offiziellen Gesetzesvorschlag zu klären.

### Kritik und kritische Stellungnahmen

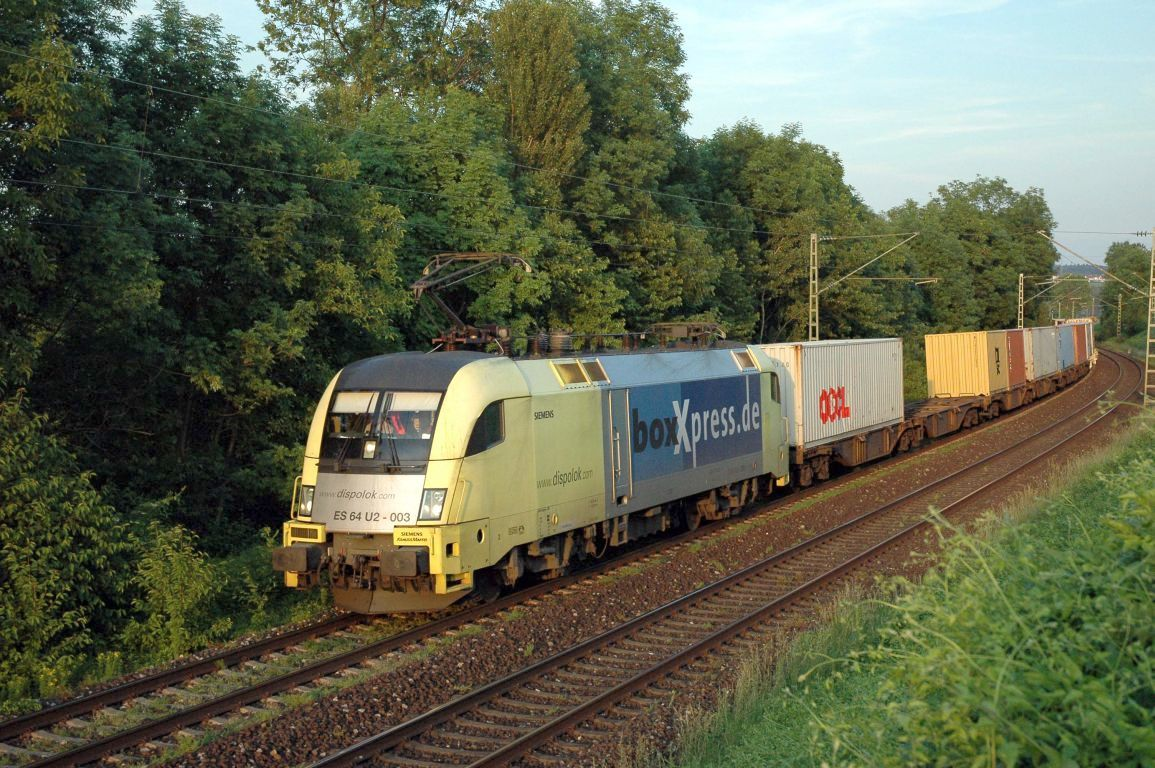
Umweltschützer befürchten, dass durch den EuroCombi Güterverkehr von der Schiene auf die Straße verlagert wird.

Der Einsatz überlanger und vor allem überschwerer Lkw wird in den Medien ausgiebig und kontrovers diskutiert.
Kritisiert wird zunächst insbesondere, dass diese Lkw höhere Belastungen an den Straßenoberbau, die Sicherheitseinrichtungen und die Trassierung stellen. Sie würden sich negativ auf den Zustand der Straßen nach einem heißen Sommer auswirken und tiefe Spurrillen verursachen, die nur unter großen Anstrengungen und hohen Kosten beseitigt werden könnten.
Der ADAC machte darauf aufmerksam, dass Lichtzeichenanlagen sowie Bahnübergangssicherungsanlagen überlange Fahrzeuge wie den EuroCombi in ihren Schaltzeiten bisher nicht berücksichtigen, so dass durch den Einsatz Sicherheitsrisiken entstehen würden.
Die Belastung der Brücken ist bisher noch ungeklärt, weshalb die EuroCombis in Nordrhein-Westfalen gegenwärtig nur mit 44 Tonnen genehmigt werden. Aufgrund des Fahrzeugverbandes wird es bei genügend langen Brücken zu einer Zunahme der Meterlast kommen.
Es kann davon ausgegangen werden, das Fahrer von EuroCombis auf den Parkplätzen von Autobahnraststätten schwer einen Ruheplatz finden, da die Parkplätze nach RAS angelegt sind, welche überlange Fahrzeuge nicht berücksichtigt. Womöglich führt dies dazu, dass die Ladung auf Rastplätzen gleich auf kleinere Transporter umgeladen wird und damit die Parkplätze überstrapaziert werden.
Auf Rastplätzen könnte der EuroCombi nur am Rand stehen, weil er sonst mehrere Parkplätze blockieren würde. Allein in Deutschland fehlen bereits heute 8000 Stellplätze für Lastkraftwagen entlang des Straßennetzes. Im März 2007 plädierte Bahnchef Hartmut Mehdorn aus Klimaschutzgründen dafür, nicht noch mehr Verkehr auf die Straße zu verlagern, und ADAC-Präsident Peter Meyer verwies auf fehlende Stellplätze an den Autobahnen.
Auf den Landstraßen und in den teilweise schon für den normalen Verkehr sehr eng gebauten Kreisverkehren sowie auf den Straßen vieler Innenstädte werden EuroCombis sehr wahrscheinlich Probleme haben.
Die Bundesregierung antwortete im Januar 2007 auf eine Kleine Anfrage der FDP-Fraktion im Bundestag, die BASt habe unter anderem festgestellt, dass 60-Tonnen-Lastzugkombinationen die Tragreserven von Brücken deutlich reduzieren würden, was eine häufigere Erneuerung der Brücken bedeute. Auch die Anforderungen an die Sicherheitssysteme in Tunneln müssen beachtet werden. Die BASt prognostiziert außerdem, dass es zu gravierenden Folgen bei Unfällen mit derartigen Lastzugkombinationen kommen kann. Genaue Ergebnisse dieser Studie sind im Februar 2007 veröffentlicht worden.
Der ADAC hat sich bereits Ende 2004 gegen die Zulassung des EuroCombi ausgesprochen. Bedenken bestehen in den Bereichen Straßenbeschädigung, Belastung von Brücken und Tunneln, Fehlen von Abstellflächen und der Sicherheit des Verkehrs.
Beim Wechseln mit dem EuroCombi auf die Schiene gäbe es Probleme, denn die Deutsche Bahn müsste ihre Waggons zur Aufnahme der Sattelauflieger wegen der größeren Längen verändern. Die Bahn befürchtet im EuroCombi eine Gefahr für den Schienengütertransport. Logistics-Chef Norbert Bensel sieht den Kombinierten Verkehr (KV) gefährdet, seiner Meinung nach könnte es zu einer Abwanderung von Transporten auf die Straße kommen. Im Rahmen einer Studie will die DB untersuchen, welche Folgen die Einführung des EuroCombi auf die Straße für den gesamten Schienengüterverkehr hat. Auch viele andere Bahngesellschaften in Europa wären betroffen, denn die Taschenwagen wurden unter anderem von ÖBB, SBB/Hupac, FS, SNCF, RENFE, SNCB und DSB beschafft.
Untersuchungen, die im Auftrag des Bundesverkehrsministeriums und im Auftrag der Gemeinschaft Europäischer Bahnen und Infrastrukturgesellschaften (CER) erstellt wurden, wiesen darauf hin, dass die Zulassung dieser Lkw-Klasse eine Abwanderung der Gütertransporte vom Verkehrsträger Bahn auf die Straßen zur Folge hätte. Demnach würden sich nach Erkenntnissen des ISI bei einer generellen Zulassung von Lang-Lkw die schädlichen Auswirkungen des Verkehrs voraussichtlich verstärken. Dies würde die drastische Reduktion der negativen Externalitäten bis 2030 erschweren, welche die EU-Kommission im „Weißbuch Verkehr“ im März 2011 angekündigt hatte.
Der damalige Bundesverkehrsminister Wolfgang Tiefensee blieb gegenüber 60-Tonnen-Lkw (EuroCombi) nach der BASt-Studie hoch skeptisch eingestellt.
Die bis Ende 2007 in befristeten oder auslaufenden Großversuchen zum EuroCombi gesammelten Daten wurden von der Universität Hannover bis Ende August ausgewertet und der deutschen Verkehrsminister-Konferenz (VK) zur Verfügung gestellt. Die deutsche VK sprach sich am 10. Oktober 2007 mehrheitlich gegen eine „allgemeine Zulassung“ des EuroCombi aus. Fünfzehn Bundesländer waren gegen eine generelle Zulassung, eines enthielt sich der Stimme. Zehn Bundesländer sprachen sich außerdem dafür aus, die begonnenen Feldversuche ordnungsgemäß abzuschließen und keine neuen Versuche zu beginnen, während sechs sich für Feldversuche mit den bis zu 25,25 Meter langen Lkw aussprachen. Nordrhein-Westfalen testete elf EuroCombis, teilweise bis Ende 2008, obwohl die Länderverkehrsminister-Konferenz im Oktober 2007 beschlossen hatte, keine Tests mehr zu erlauben. In Thüringen fuhren trotz Widerspruch seitens der SPD-Bundestagsfraktion seit dem 14. Februar 2008 drei EuroCombis auf einer Teststrecke im regionalen Güterverkehr; der Versuch wurde bis Ende 2009 begrenzt.
Eine Studie der Technischen Hochschule Wildau und der Technischen Universität Berlin kam zu dem Ergebnis, dass nach einer Regelzulassung der Mega-Lkw nicht weniger, sondern deutlich mehr Lkw-Verkehr über Deutschlands Straßen fließen würde. Der Grund dafür ist eine deutliche Verbilligung der Frachtkosten, sodass „mehr als acht Millionen Tonnenkilometer Fracht von der Schiene auf die Straße verlagert“ würden.
Die Allianz pro Schiene kritisiert nach der Zulassung der Gigaliner unter anderem mögliche Risiken für den Verkehr. Einige von ihnen werden auch im Abschlussbericht der Bundesanstalt für Straßenwesen aufgeführt. Demnach bedeuten Gigaliner eine höhere Brandlast, für die Tunnel nicht ausgelegt sind. Auch die Nothaltebuchten in Tunneln sind für Gigaliner zu kurz, rund zwei Meter des Fahrzeugs reichen noch in die Fahrspur hinein. Des Weiteren werden Sicherheitsbedenken für Radfahrer und Fußgänger angeführt, zudem sind auch technisch gesicherte Bahnübergänge nicht für die längeren Lkw ausgelegt.